# Reform des Deutschen Bundes
Eine Reform des Deutschen Bundes (oder Bundesreform) wurde zu unterschiedlichen Zeiten im Deutschen Bund von 1815 bis 1866 diskutiert. Dazu kam es vor allem in den Zeiträumen, als die österreichisch-preußische Zusammenarbeit gestört war, nämlich von 1848 bis 1850 und ab 1859. Die Großmächte Österreich und Preußen versuchten, durch eine Reform ihre eigene Machtposition zu stärken. Die Mittelstaaten wie Bayern oder Hannover wollten allerdings weder Österreich noch Preußen eine noch größere Vormachtstellung einräumen.
Ein wichtiger Punkt war die Ausweitung des Bundeszwecks, sodass aus dem Verteidigungsbündnis ein Instrument zur Vereinheitlichung des Rechts und zur Wirtschafts- und Sozialpolitik geworden wäre. Das zeitgenössische Stichwort dazu lautete „Wohlfahrt des deutschen Volkes“. Die Befürworter einer Reform wollten dem Bund neue Organe anstelle oder neben dem Bundestag geben, wie ein Parlament und ein Bundesgericht. Darüber hinaus gab es Kritik an der Bundeskriegsverfassung, die nicht in der Lage war, ein schlagkräftiges Bundesheer zu gewährleisten. Für manche war es das Ziel, aus dem Staatenbund einen Nationalstaat zu machen.
In den 51 Jahren, in denen der Bund bestand, ist eine wesentliche Bundesreform nicht zustande gekommen. Österreich und teilweise die Mittelstaaten wollten den alten Zustand bewahren, mehrere Mittelstaaten den Bund ausbauen, während zeitweise Preußen und die Kleinstaaten einen deutschen Bundesstaat anstrebten. Die Gegensätze und die österreichisch-preußische Rivalität führten schließlich zum Deutschen Krieg und zur Auflösung des Bundes 1866.

## Übersicht
|                                                  | Bundesgebiet | Oberhaupt                                                                                                   | Organe | Bundeszweck                                                                                               |
| ------------------------------------------------ | --- | --- | --- | --- |
| Ausgangslage                                     | entstanden durch Orientierung an den Grenzen des Alten Reichs (großdeutsche Lösung); Aufnahme der preußischen Ostprovinzen 1848–1851 | ohne; österreichischer Gesandter mit Vorsitz im Bundestag                                                   | Bundestag als Vertretung der Gliedstaaten | Verteidigung des Bundesgebietes gegen innere und äußere Angriffe                                          |
| Siebzehner-Entwurf des Bundestags 1848           | bisheriges Bundesgebiet; preußische Ostprovinzen und Schleswig                                                                       | erblicher Kaiser                                                                                            | Reichsgewalt; Reichstag mit Unterhaus und Oberhaus | universell                                                                                                |
| Zentralgewaltgesetz im Deutschen Reich 1848/1849 | bisheriges (großdeutsches) Bundesgebiet; Schleswigsche Abgeordnete                                                                   | Reichsverweser, gewählt von der Reichsversammlung                                                           | Provisorische Zentralgewalt (Reichsverweser und Minister); Reichsversammlung als Volksvertretung; Bevollmächtigte der Landesregierungen (ohne Rechte)                                                        | universell                                                                                                |
| Paulskirchenverfassung 1849                      | de facto kleindeutsches Bundesgebiet mit Klauseln für eine eventuelle Aufnahme Schleswigs und Österreichs                            | erblicher Kaiser mit aufschiebendem Veto gegen Gesetze; Wahl des Königs von Preußen zum Kaiser              | Reichsgewalt (Kaiser und Minister), Reichstag mit Volkshaus und Staatenhaus | universell                                                                                                |
| Erfurter Union 1849/1850                         | Preußen und weitere Staaten (vor allem in Nord- und Mitteldeutschland), die sich der Union angeschlossen haben                       | König von Preußen als erblicher Unionsvorstand; Gesetzgebungsrechte mit Veto gemeinsam mit Fürstenkollegium | Unionsgewalt (Unionsvorstand und Minister), Fürstenkollegium, Deutsches Parlament mit Volkshaus und Staatenhaus                                                                                              | universell                                                                                                |
| Großösterreich-Plan 1849                         | Bundesgebiet nach Aufnahme aller Gebiete Österreichs                                                                                 | ohne | | zusätzlich Zoll- und Handelspolitik                                                                       |
| Vierkönigsbündnis 1850                           | Bundesgebiet nach Aufnahme aller Gebiete Österreichs                                                                                 | ohne | Bundesregierung mit Mitgliedern aus den Staaten; Nationalvertretung mit Vertretern der Landesparlamente; Bundesgericht                                                                                       | zusätzlich Zoll- und Handelspolitik, Vereinheitlichung des Rechts und der Maße, Infrastruktur und Verkehr |
| Frankfurter Reformakte 1863                      | Bundesgebiet | ohne | Bundesdirektorium mit Mitgliedern aus den Staaten; Bundesrat als Staatenvertretung für wichtigste Beschlüsse; Abgeordnetenversammlung mit Vertretern der Landesparlamente; Fürstenversammlung; Bundesgericht | zusätzlich Wohlfahrt des Volkes und Vereinheitlichung des Rechts                                          |
| Preußischer Reformplan 1866                      | Kleindeutschland (ohne Österreich und niederländische Gebiete)                                                                       | nicht näher bestimmte „Bundesgewalt“                                                                        | Staatenvertretung, gewähltes Nationalparlament | universell                                                                                                |
| Norddeutscher Bund 1867                          | Nord- und Mitteldeutschland sowie Schleswig                                                                                          | König von Preußen als Inhaber des Bundespräsidiums                                                          | Bundesgewalt (Bundespräsidium mit Bundeskanzler), Bundesrat, Reichstag | universell                                                                                                |
| Deutsches Reich 1871                             | Kleindeutschland sowie Elsaß-Lothringen                                                                                              | König von Preußen als Inhaber des Bundespräsidiums mit dem Titel Deutscher Kaiser                           | Reichsgewalt (Kaiser mit Reichskanzler), Bundesrat, Reichstag | universell                                                                                                |

### Struktur des Deutschen Bundes

Verfassungsdiagramm für den Deutschen Bund von 1815. Sein einziges Entscheidungsorgan war der Bundestag mit Vertretern der Gliedstaaten.

Der Deutsche Bund war ein Staatenbund mit bundesstaatlichen Zügen. Zwar behielten die Staaten ihre Souveränität, doch konnte der Bund Bundesbeschlüsse annehmen. Diese Bundesbeschlüsse bzw. die Bundesgesetze waren für die Staaten bindend. Der Bund hätte sich also durch eine ausgeprägtere Bundesgesetzgebung durchaus in Richtung Bundesstaat bewegen können. Ob der Bundesstaat schließlich ohne Bruch des Rechts des Deutschen Bundes hätte realisiert werden können, ist in der Fachliteratur umstritten. Jedenfalls war für die wesentlichen Beschlüsse im Bundestag Einstimmigkeit erforderlich, das erschwerte eine Reform erheblich.
Obendrein hatte der Bund nur einen eingeschränkten Bundeszweck, im Gegensatz zu einem Bundesstaat mit seiner universalen Kompetenz. Im Wesentlichen war der Bund gedacht für die innere und äußere Sicherheit: zum Bekämpfen von Aufständen sowie zur Verteidigung des Bundesgebietes gegen Angriffe von außen oder der Mitgliedsstaaten untereinander. Kein Bundeszweck war die allgemeine Wohlfahrt, also der kulturelle, wirtschaftliche und soziale Bereich. Darum war die Erweiterung des Bundeszweckes wiederholt ein Streitpunkt im Rahmen einer Bundesreform.
Jürgen Müller nennt die Bundesakte „ihrem Charakter wie der Intention nach […] ein eher dürres Organisationsstatut“. Man erwartete eine Weiterentwicklung in den kommenden Jahren. Darüber diskutierte man zunächst vor allem 1817 bis 1819. Mit allgemeinen Bundesgesetzen sollte die wirtschaftliche und rechtliche Integration vorangetrieben werden. Eine noch zu errichtende Bundesexekutive würde die Bundesgesetze ausführen, ein künftiges Bundesgericht für Rechtseinheit und Rechtssicherheit sorgen, und eine Volksvertretung die Nation an den Bundesgesetzen beteiligen.

### Ausgangslage Österreichs

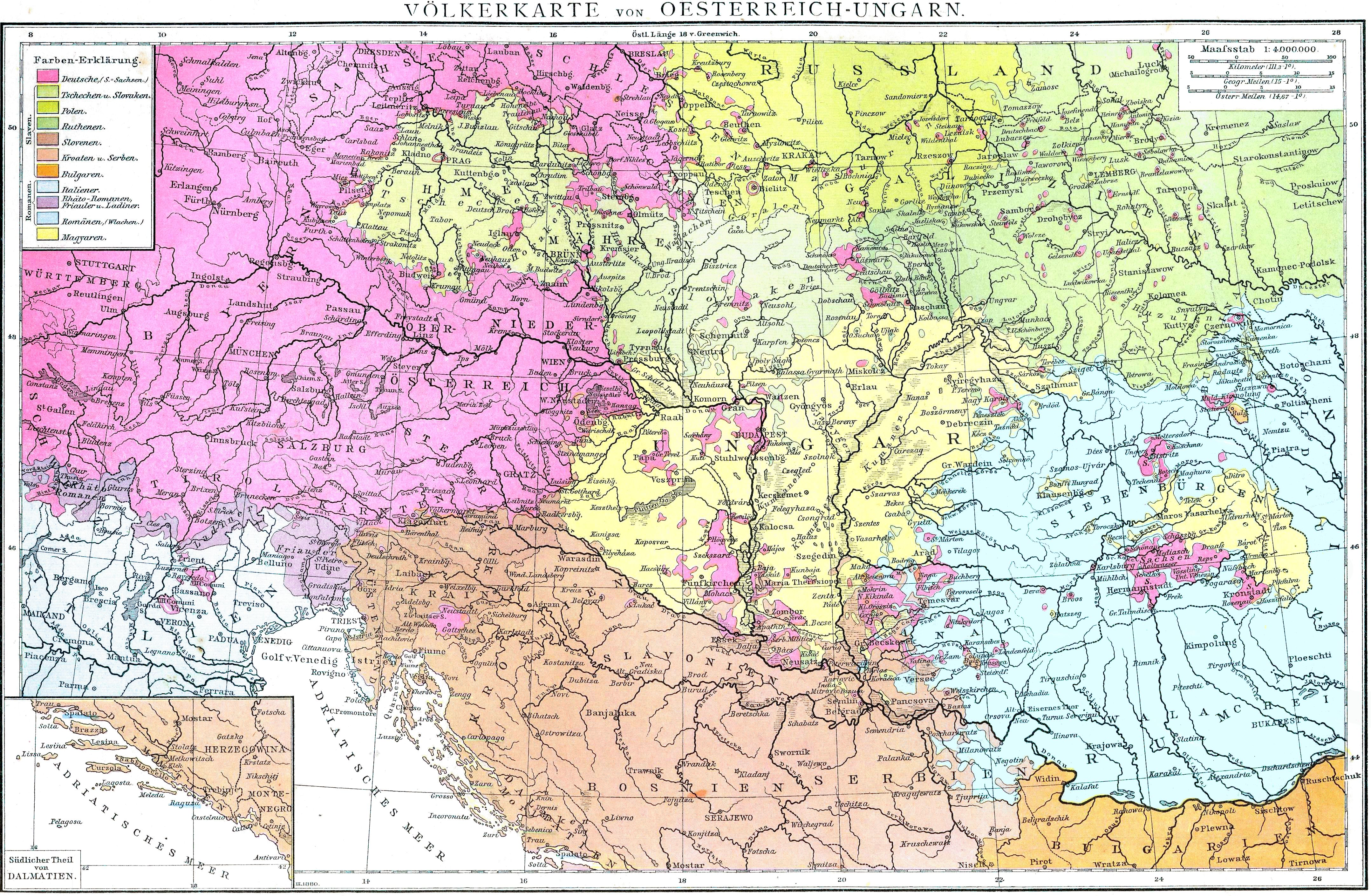
Völker in Österreich, Karte von 1881

Deutschlandkonzepte 1848–1867: Begriffe

Österreich war eine von fünf europäischen Großmächten. Insgesamt galt es als wesentlich bedeutender als Preußen. Österreich ging es in erster Linie um den Erhalt des Status quo und seiner Vormachtstellung. Im Deutschen Bund drückte sie sich dadurch aus, dass der österreichische Gesandte den Vorsitz im Bundestag führte. Seine „Präsidialstimme“ gab bei Stimmengleichheit im Engeren Rat den Ausschlag. Davon abgesehen hatte der „Präsidialgesandte“ der „Präsidialmacht“ Österreich keine Vorrechte.
Österreich instrumentalisierte den Deutschen Bund, um gegen nationale, liberale und demokratische Tendenzen zu kämpfen. Das lag nicht nur an der konservativen Haltung des Kaisers. Im Vielvölkergebilde Österreich lebten neben den bevorteilten Deutschen auch Ungarn, Tschechen, Italiener und weitere Nationalitäten. Aus österreichischer Sicht barg eine demokratische Entwicklung die Gefahr, dass dadurch auch die Nationalitätenfragen neuen Auftrieb erlangen würden. Österreich lehnte einen deutschen Bundesstaat strikt ab, weil seine nichtdeutschen Gebiete diesem nicht hätten angehören können (die übrigen deutschen Staaten hätten dies nicht akzeptiert, weil sie möglichst wenig Nationalitätenkonflikte im Bundesstaat wollten). Die Lösung hätte darin bestanden, dass der österreichische Kaiser für die nichtdeutschen Gebiete nur in Personalunion geherrscht hätte. Österreich hatte Angst, dann die nichtdeutschen Gebiete nicht mehr erfolgreich unter seine Herrschaft zwingen zu können.
An einer Reform des Deutschen Bundes war Österreich kaum interessiert. Es strebte allenfalls danach, sein Gesamtgebiet dem Bundesgebiet anzuschließen. Dadurch hätte es im militärischen Ernstfall den Schutz des Bundes für ganz Österreich genossen. Außerdem hätte die „selbst ernannte europäische Ordnungsmacht“ (Jürgen Müller) die antiliberalen Maßnahmen des Bundes für sein Gesamtgebiet nutzen können. Für dieses Ziel wäre Österreich bereit gewesen, Zugeständnisse in anderen Punkten zu machen, zum Beispiel den Bundeszweck zu erweitern. Die rote Linie war die Einrichtung eines direkt gewählten deutschen Nationalparlaments, weil dadurch die politische Dynamik in den Bundesstaat geführt hätte.

### Ausgangslage Preußens

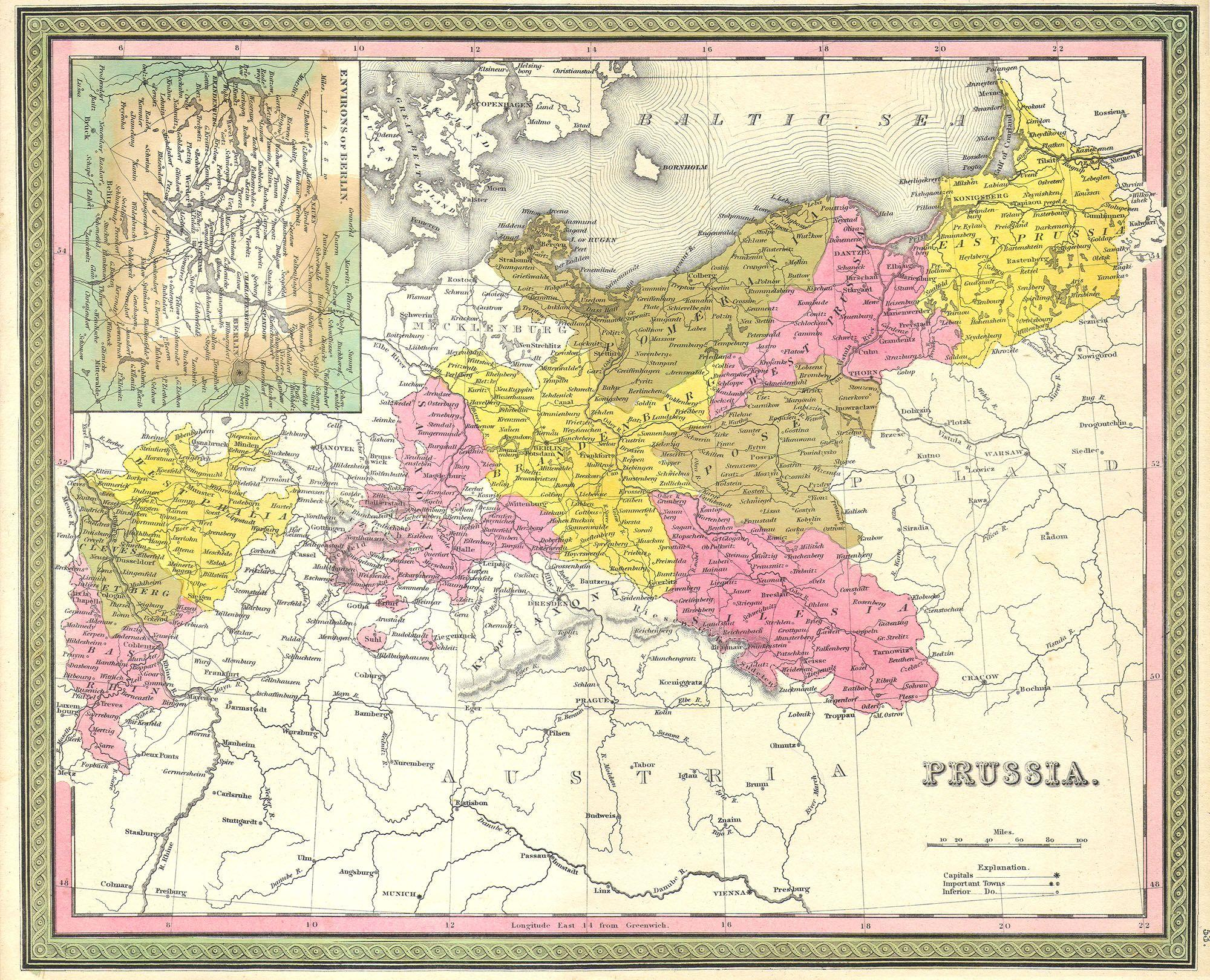
Preußen um das Jahr 1850, einschließlich der Ostprovinzen, die nur 1848–1851 zum Bund gehörten

Die preußischen Könige teilten die konservative Grundhaltung der österreichischen Kaiser. Daher unterstützten sie die längste Zeit Österreichs antiliberale Politik im Bund: im Wesentlichen 1815 bis 1848 sowie in der Reaktionszeit 1851 bis 1858 und noch einmal kurz 1863 bis 1865 im Zusammenhang mit dem Deutsch-Dänischen Krieg. In diesen Zeiträumen gab es also eine dualistische (österreichisch-preußische) Führung im Bund. Die Führungsmacht Österreich sprach sich eng mit Preußen ab und präsentierte Vorschläge im Bundestag erst, nachdem eine Übereinkunft mit Preußen erreicht worden war.
Preußen haderte allerdings damit, hinter Österreich nur die zweitbedeutendste Macht im Deutschen Bund zu sein. Die Vormachtstellung Österreichs schien aus preußischer Sicht im Laufe der Jahre immer weniger gerechtfertigt zu sein. Es heißt, Preußen sei im 19. Jahrhundert in Deutschland hineingewachsen, während für Österreich das Gegenteil galt. Im preußischen Bundesgebiet lebten im Laufe der Zeit mehr Einwohner als im österreichischen Bundesgebiet.

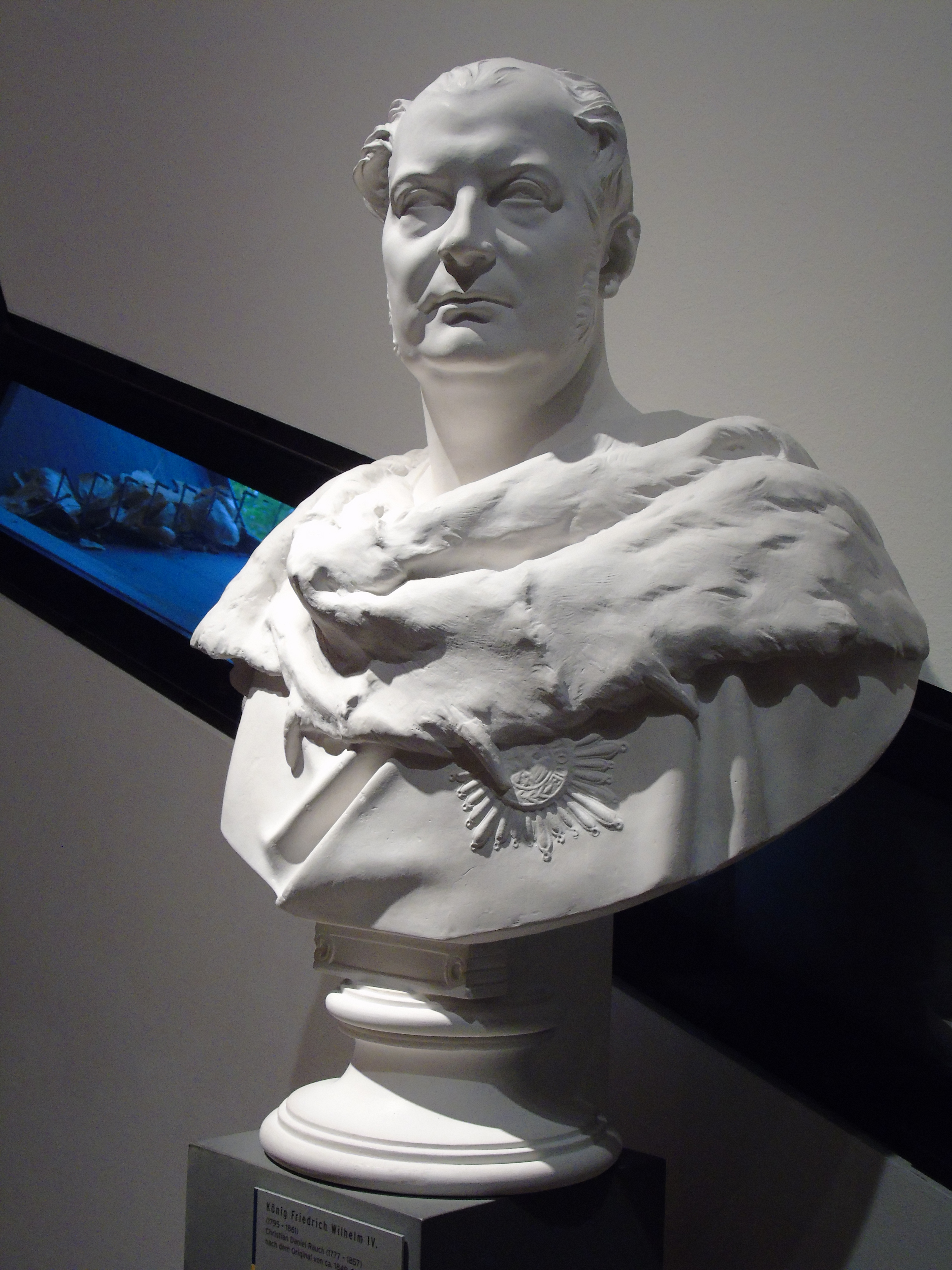
Büste des preußischen Königs Friedrich Wilhelm IV. Als er 1840 König wurde, träumte er noch von einem wiederhergestellten Reich unter österreichischer Führung. Im Revolutionsjahr 1848 versprach er einen deutschen Bundesstaat, nahm aber die Kaiserkrone 1849 nicht an. Sein Versuch einer Erfurter Union mit ihm als Unionsvorstand scheiterte an seinem Desinteresse, nachdem die eigentliche Revolution endgültig niedergeschlagen war.

Darum suchte Preußen in den Diskussionen zur Bundesreform stets nach Wegen, seine Position zu verbessern. So gab es Vorschläge, den preußischen König dauerhaft zum Bundesfeldherrn zu machen, anstatt erst im Kriegsfall jeweils einen solchen einzusetzen. Österreich lehnte dies ab, weil dadurch seine Truppen „mediatisiert“ (einem anderen Herrscher unterstellt) worden wären. Vor allem aber forderte Preußen das „Alternat“: Der Vorsitz im Bundestag sollte zwischen dem österreichischen und dem preußischen Gesandten abwechseln. Selbst ein solches symbolisches Zugeständnis wollte Österreich nicht machen.
Preußen stand eher als Österreich dem Gedanken offen, Deutschland in einen Bundesstaat umzuwandeln. Die polnische Minderheit im Osten Preußens war zahlenmäßig weitaus weniger bedeutend als etwa die Ungarn in Österreich. Gerade bei einer kleindeutschen Lösung, also einem Bundesstaat ohne Österreich, fiel Preußen die Führungsrolle zu.
Als dies nach 1848 eine denkbare Option wurde, stand für den preußischen König allerdings auch die Frage im Raum, ob die Verfassung des Bundesstaates seine eigene Stellung im Staat vielleicht zu sehr einschränken würde. Für den König war das Gewähren von mehr „Freiheit“ oder mehr „Recht“ für die Untertanen nur attraktiv, wenn er dafür über ein größeres Gebiet herrschen könnte (mehr „Einheit“) und dadurch mehr außenpolitisches Gewicht erhielt (mehr „Macht“).
Schließlich gab es für Preußen noch eine weitere interessante Option: die Vorherrschaft in Norddeutschland. Preußen hatte sowohl 1849 als auch 1866 zunächst einen kleindeutschen Bundesstaat angestrebt. Mit der Erfurter Union (ansatzweise) und dann mit dem Norddeutschen Bund konnte Preußen wenigstens einen norddeutschen Bundesstaat realisieren.
Eine solche Teilung Deutschlands in Nord und Süd hatte Preußen in der Zeit des Deutschen Bundes mehrmals Österreich angeboten. Instrument dafür sollte die Einsetzung von zwei dauerhaften Oberbefehlshabern für ein geteiltes Bundesheer werden: der preußische König im Norden, der österreichische Kaiser im Süden. Allerdings war die Situation grundverschieden. Preußen konnte die vergleichsweise kleinen Staaten in Norddeutschland durchaus in seine Einfluss-Sphäre zwingen. Österreich hingegen hätte in Süddeutschland relativ starken Staaten gegenübergestanden, vor allem Bayern. Bei einem Teilungsversuch wäre Österreich wohl leer ausgegangen, so die scharfsinnige Analyse des preußischen Staatsmanns Wilhelm von Humboldt schon 1816.

### Ausgangslage der Mittelstaaten

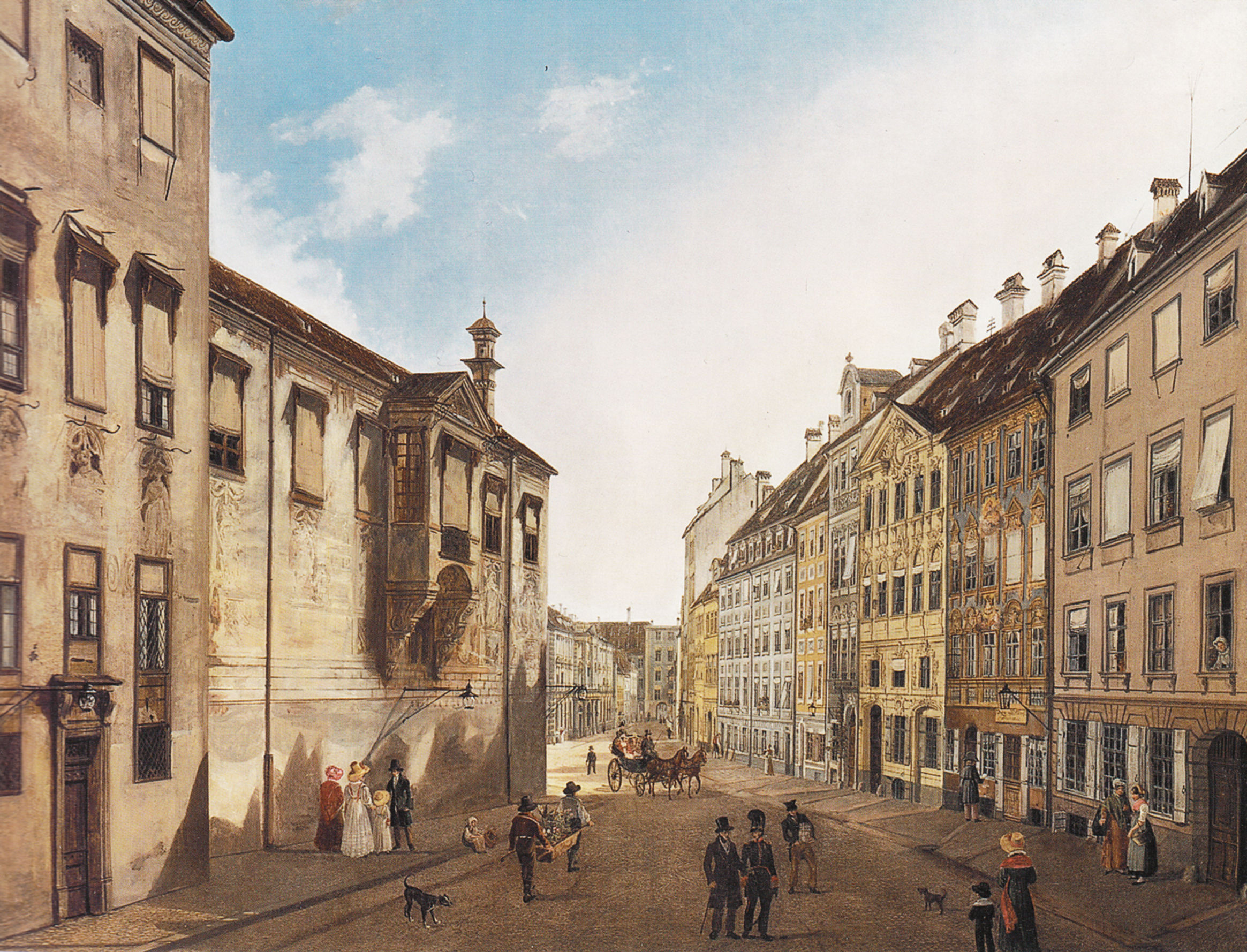
Die Residenzstraße in der bayerischen Hauptstadt München, 1826

Nach Österreich und Preußen gab es im Bund mehrere Einzelstaaten, die durch ihre Größe aus der Zahl der übrigen Staaten hervortraten. Diese Gruppe der „Mittelstaaten“ ist nicht eindeutig definiert. Auf jeden Fall gehören dazu die übrigen Königreiche Bayern, Hannover, Sachsen und Württemberg. Meistens zählt man dazu auch das Großherzogtum Baden, manchmal auch Hessen-Darmstadt und Hessen-Kassel. Für die Mittelstaaten und teilweise auch die Kleinstaaten kennt man den Begriff des Dritten Deutschlands.
Die Mittelstaaten waren in erster Linie darauf bedacht, den Status quo und ihre eigenständige Stellung zu bewahren. Sie wollten weder von Österreich noch von Preußen dominiert werden. Das heikle Gleichgewicht zwischen beiden Großmächten lag in ihrem Interesse; die meisten Mittelstaaten lehnten Lösungen ab, bei denen eine der beiden Großmächte aus dem Bund gedrängt worden wäre.
Baden zeigte immer wieder Interesse, einem kleindeutschen Bundesstaat unter preußischer Führung beizutreten. Die meisten anderen Mittelstaaten aber lehnten den Übergang zum Bundesstaat ab. Dennoch wünschten sie sich einen Ausbau des Deutschen Bundes, mit neuen Organen und vor allem mit einheitlichen Regeln auf dem Gebiet des Rechts und der Wirtschaft. Das Vierkönigsbündnis von 1850 entspricht dieser Richtung ebenso wie die Frankfurter Reformakte von 1863, mit der Österreich den Mittelstaaten entgegenkommen wollte.
Eine Zusammenarbeit der Mittelstaaten scheiterte oft daran, dass die Mittelstaaten unterschiedliche Interessen verfolgten. Bayern war der mit Abstand größte Mittelstaat; die übrigen befürchteten, von Bayern dominiert zu werden. Darum hatten sie wenig Interesse, ein Drittes Deutschland zu bilden. Sie lehnten auch eine „trialistische“ Lösung ab, in der Deutschland aus Österreich, einem preußisch dominierten Norddeutschland und einem süddeutschen Block bestanden hätte. So sah der preußische Bundesreformplan von 1866 in Norddeutschland eine preußische und in Süddeutschland eine bayerische Führung vor. Bayern wagte es nicht, ohne Zustimmung der anderen Staaten (einschließlich Österreichs) auf diesen Plan einzugehen. Selbst nach dem Krieg von 1866 bildete Bayern keinen Süddeutschen Bund, von dem der Prager Frieden gesprochen hatte.

### Ausgangslage der Kleinstaaten und fremden Herrscher

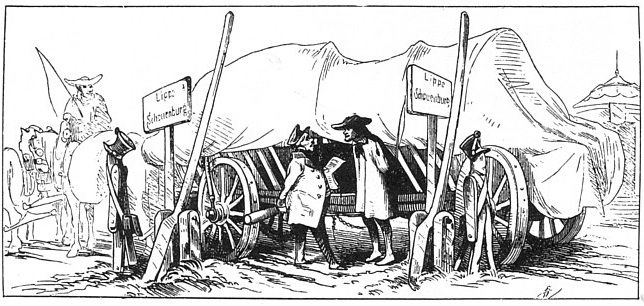
Karikatur aus dem Jahr 1834: Ein Wagen mit Handelsgütern ist zu lang für das kleine Fürstentum Schaumburg-Lippe.

Ferner existierten im Bundesgebiet über zwanzig weitere kleinere Staaten. Die Zahl schwankte im Laufe der Zeit. Die meisten befanden sich in der Mitte und im Norden Deutschlands und gerieten stark unter preußischen Einfluss. Allenfalls Liechtenstein war dauerhaft ein Parteigänger seines großen Nachbarlandes Österreich. Wegen ihrer geringen Größe konnten sie kaum eine eigenständige Politik betreiben und waren im Kriegsfall den größeren Mächten völlig ausgeliefert.
Die meisten Kleinstaaten wünschten sich eine Stärkung des Deutschen Bundes, der sie militärisch beschützte. Außerdem standen sie einer Erweiterung des Bundeszwecks positiv gegenüber, sogar einem Übergang zum Bundesstaat. Allerdings blieben sie bedacht auf ihre staatliche Existenz als solche; sie wollten nicht etwa Teil eines deutschen Einheitsstaats werden. Das spielte eine Rolle in der Mediatisierungsfrage 1848/1849. Die allermeisten dieser Staaten begrüßten aber die bundesstaatliche Reichsverfassung von 1849.
Eine Reihe von Staaten waren zwar Mitglied im Deutschen Bund, ihr Landesherr war allerdings der Herrscher eines bundesfremden Reiches. Eine dieser Verbindungen dauerte bis zum Jahr 1837, als die Personalunion zwischen Hannover und Großbritannien endete. Ferner waren der dänische König Landesherr des Bundesgliedes Holstein und der niederländische König Landesherr des Bundesgliedes Luxemburg (ab 1839 auch des Herzogtums Limburg).
Dänemark und die Niederlande hatten keinerlei Interesse an einer Bundesreform. Für sie war der Bund ein reines Militärbündnis, dessen Schutz im Verteidigungsfall und bei Aufständen willkommen war. Insbesondere lehnten sie die Bildung eines deutschen Nationalstaats ab. Nur im Jahr 1830, beim Belgischen Aufstand, erwog der niederländische König aus Sicherheitsgründen einen Beitritt der gesamten Niederlande zum Bund. Dies wäre aber in den nördlichen Niederlanden ebenso so wie in Belgien äußerst unpopulär gewesen.

## Restauration und Vormärz 1815–1848

### Erste Jahre des Deutschen Bundes
In den ersten Jahren nach 1815 und im Vormärz gab es kaum Forderungen nach einer Bundesexekutive, wohl aber nach einem Bundesgericht und einer Volksvertretung. Für das Bundesgericht konnte man auf die Tradition der Reichsgerichte vor 1806 verweisen. Die Mittelstaaten aber, bedacht auf ihre kürzlich gewonnene Souveränität, hatten ein oberstes Gericht verhindert, dem sie ihre eigene Justiz hätten unterwerfen müssen. Trotz Vorstößen etwa auf den Wiener Konferenzen 1819 und der Wiener Ministerialkonferenz von 1834 kam nur eine Notlösung zustande: Laut Austrägalordnung von 1817 bestand die Möglichkeit, für konkrete Streitfälle ein Sondergericht einzuberufen.
Die Volksvertretung wurde im Vormärz nur über Petitionen und parlamentarische Anfragen in Landesparlamenten gefordert, beispielsweise von Carl Theodor Welcker in der badischen Kammer 1831. Welcker wollte ein Nationalparlament neben dem Bundestag eingerichtet sehen, um eine Kassierung des liberalen badischen Pressegesetzes zu verhindern. Die Landesregierung empörte sich über diese Behandlung angeblich auswärtiger Politik in der Kammer, und die Kammer scheute vor einem Konflikt zurück.
So kam es, trotz anderer Absichten einiger Gründungsmitglieder, in den ersten drei Jahrzehnten zu keinen Diskussionen über eine wesentliche Reform oder einen Ausbau des Bundes. Dies geschah zumindest nicht von Seiten der Regierungen oder auf Bundesebene. Stattdessen entwickelte sich der Bund zu einem Instrument, die liberale und nationale Opposition in Deutschland zu unterdrücken. Den Liberalen warf man vor, den Bund zugunsten eines Bundesstaates zerstören zu wollen.

### Kritik an der Bundeskriegsverfassung 1830/1832 und 1840/1841

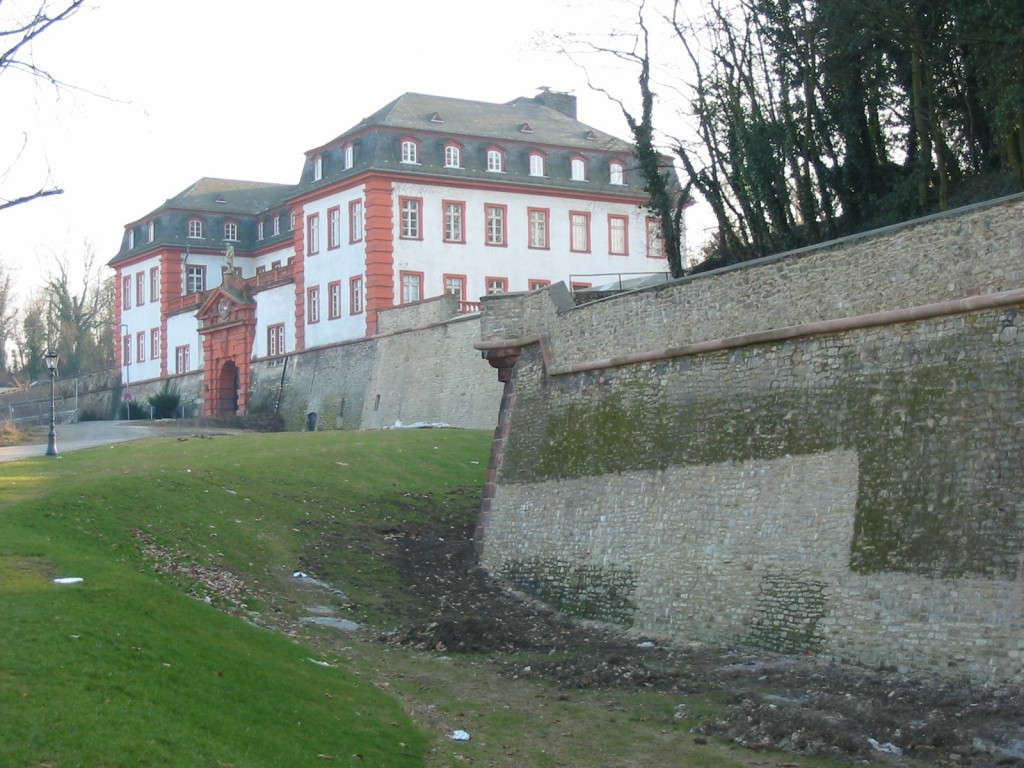
Zitadelle der Festung Mainz, einer Bundesfestung zum Schutz gegen Frankreich

Bis 1830 wurde das Sicherheitssystem des Deutschen Bundes noch nicht durch äußere Krisen herausgefordert. Um 1830/1831 und 1840/1842 änderte sich dies jedoch drastisch, und in Frankfurt diskutierte man sehr ernsthaft darüber, dass Frankreich Deutschland angreifen könnte. Im ersten Fall ging es um die europäische Krise infolge der französischen Julirevolution und dem belgischen Aufstand, im zweiten Fall um die Rheinkrise und ihre Folgen.
Die Bundeskriegsverfassung sah zwar einerseits ein Bundesheer mit Kontingenten der Einzelstaaten und Mindeststandards vor. Andererseits behielten die souveränen Fürsten die letztendliche Entscheidung über ihre Truppen. Die Mobilmachung dauerte im Ernstfall mehr als die ursprünglich veranschlagten vier Wochen. Österreich und Preußen gelang es nicht, eine Verständigung über eine Reform zu erreichen. Die Einsetzung eines Bundesfeldherren blieb auch weiterhin umstritten.

### Radowitz-Plan 1847

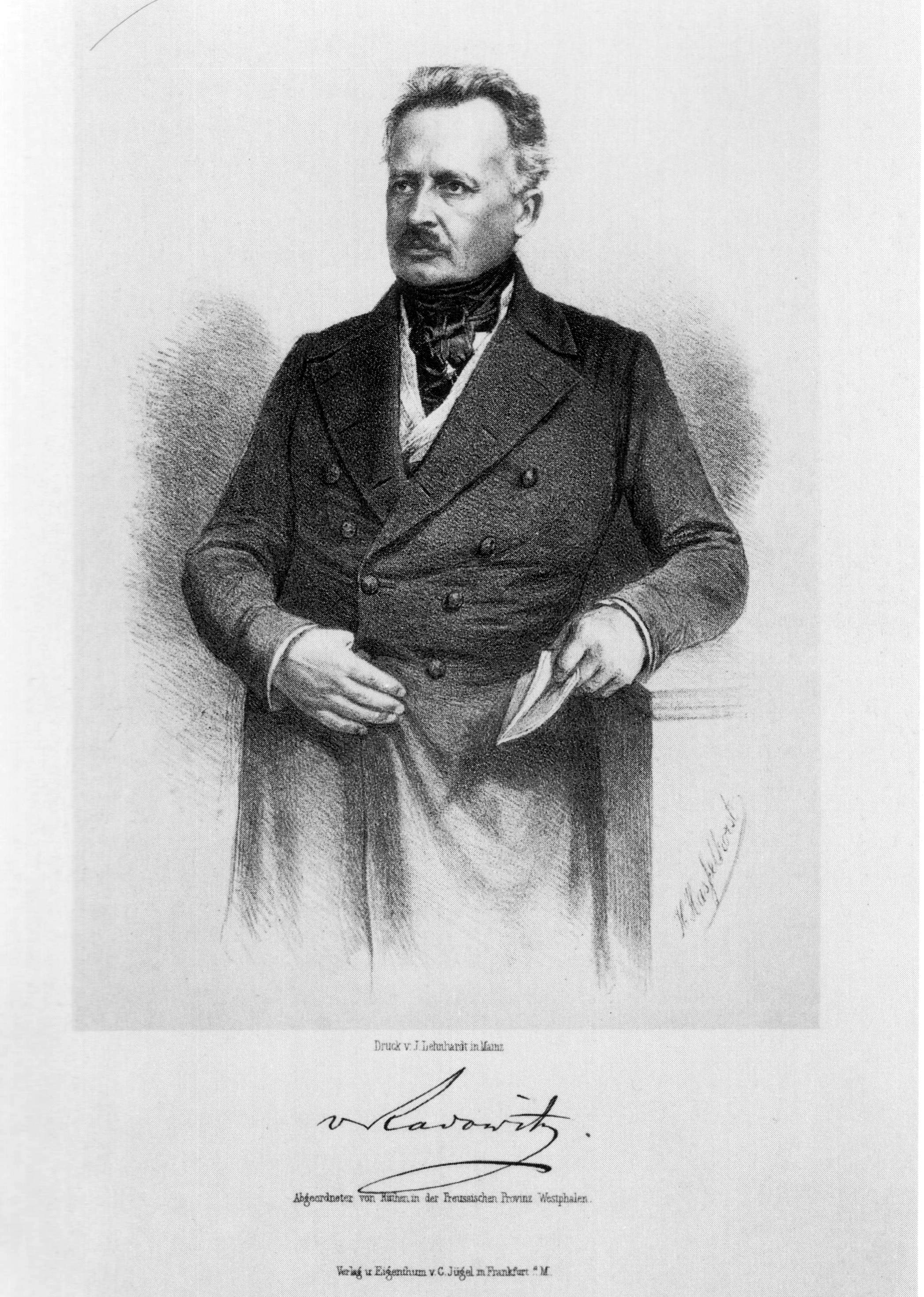
Joseph von Radowitz, hier als Abgeordneter der Frankfurter Nationalversammlung 1848/1849. Radowitz gehörte zur nationalkonservativen Richtung, die ähnlich den Rechtsliberalen einen Bundesstaat errichten wollten, aber mit mehr Rechten für die Gliedstaaten. Im Gegensatz zu den traditionellen Konservativen richteten sie sich weniger an Österreich und Russland, sondern an den Westmächten aus.

General Joseph von Radowitz war Militärbevollmächtigter Preußens beim Bundestag; schon Mitte der 1840er-Jahre vertrat er die Auffassung, Preußen solle seine Blockadehaltung aufgeben und eine Bundesreform in Angriff nehmen. Vor allem bei der badischen Regierung fand er Anklang, weil diese gerade unter Druck durch die liberale Opposition stand. Durch Förderung gemeinsamer Bundestätigkeit solle die Regierung ihr Ansehen wiedergewinnen. Am 27. November 1847 schrieb der badische Bundestagsgesandte Friedrich von Blittersdorf seinem österreichischen Kollegen, Österreich möge das Rücksicht auf die nationale Bewegung nehmen und mithilfe des Bundes das „deutsche Banner […] entfalten“.
Im September 1847 gewann Radowitz den preußischen König für den Gedanken der nationalen Einigung durch eine Vereinbarung der Regierungen (und nicht durch die Wahl eines Nationalparlaments). Am 20. November 1847 legte Radowitz eine „Denkschrift über die vom Deutschen Bund zu ergreifenden Maßregeln“ vor.
Preußen sollte den Anstoß für die Schaffung einer Zentralautorität geben, mit den Zielen: „die Wehrhaftigkeit stärken; den Rechtsschutz ordnen und ergänzen; die materiellen Bedürfnisse befriedigen.“ Die Staaten, die die 17 Stimmen im Engeren Rat des Bundestags bestimmten, sollten Minister zu einem Kongress entsenden. Dieser würde die „obersten Normen“ für die Reform zum Nationalstaat feststellen. Alternativ müssten Spezialvereine gegründet werden, vergleichbar dem Zollverein, um einzelne Aufgaben anzugehen. Diese Spezialvereine sollten aber schließlich unter dem Dach des Bundes verschmelzen.
Radowitz wurde sogleich nach Wien entsandt (November–Dezember 1847), um mit Österreich über den Plan zu beraten. Jedoch stellte bereits die Frage einer Intervention in der Schweiz die Bundesreform in den Hintergrund. Im Februar 1848 sorgte Radowitz in Berlin dafür, dass der König seine Regierung auf den Plan verpflichtete (21. Februar). Radowitz ging daraufhin wieder nach Wien, wo er mit Metternich am 10. März 1848 eine Punktation unterzeichnete. Sie lud alle deutschen Regierungen für den 25. März zu einer Konferenz nach Dresden ein. Dieser österreichisch-preußische Konferenzplan wurde zum Gegenmodell für eine Einigung von unten durch ein Parlament. Die Aufstände in Berlin und Wien machten diesen Weg dann rasch unmöglich.

## Revolutionszeit 1848–1851

Deutschlandkonzepte 1848–1867: Pläne und Verfassungen

Ab März 1848 kam wieder Bewegung in die deutsche Frage. Auf Druck der damaligen Revolution ernannten die deutschen Fürsten liberale Minister und zeigten ihre Bereitschaft, einen deutschen Nationalstaat mit einem Reichsoberhaupt zu gründen. Die Zeitgenossen gingen fest davon aus, dass Deutschland bald durch eine liberale Verfassung vereinigt sein würde. Bereits im Sommer und vor allem im Herbst 1848 setzte eine Reaktion ein: Die Fürsten gewannen wieder die Oberhand und wagten es, sich Revolutionen und Reformen aggressiver gegenüber zu stellen.
Nach der Niederschlagung der eigentlichen Revolution im Frühjahr 1849 hörten jedoch die Versuche nicht auf, Deutschland zu reformieren. Sowohl Österreich und Preußen machten den übrigen Staaten Angebote dazu. Da keine der beiden Seiten sich durchsetzen konnte, wurde im Sommer 1851 letztlich der alte Deutsche Bund voll wiederhergestellt, ohne nennenswerte Reformen.

### Private Initiativen
Der Siebenerausschuss war von der Heidelberger Versammlung der 51 gewählt worden. Er sorgte für den Zusammentritt eines Vorparlamentes in Frankfurt, das neben den Bundestag trat und ebenfalls die spätere Wahl der Frankfurter Nationalversammlung vorbereitete. Eine eigentliche demokratische Legitimität hatten Heidelberger Versammlung, Siebenerausschuss und Vorparlament nicht; das Vorparlament bestand zwar aus Abgeordneten der Landesparlamente, war aber ernannt und repräsentierte die deutschen Staaten sehr ungleichmäßig.
Die liberale Mehrheit des Siebenerausschusses einigte sich am 12. März 1848 auf ein Programm zur Bundesreform: Der Bund sollte weitreichende Zuständigkeiten übertragen bekommen (einschließlich Außenpolitik, Handelspolitik und Rechtsvereinheitlichung), und die Bundesorgane sollten ausgebaut werden. Es sollte ein Bundesoberhaupt geben, das Minister einsetzte. Der Bundestag sollte ein Senat der Einzelstaaten werden, daneben würde ein direkt gewähltes Volkshaus treten. Dieses Programm wurde dem Vorparlament vorgelegt. Allerdings hatte es keine Legitimität, die Nationalversammlung auf ein solches Programm zu verpflichten.
Im Vorparlament stellte Gustav Struve für die radikale Linke einen Antrag, dem zufolge Deutschland sofort eine demokratische Republik werden sollte, nach Vorbild der USA. Außerdem sollte das Vorparlament dauerhaft zusammenbleiben und als Gesetzgebungsorgan dienen. Ein Vollziehungsausschuss des Vorparlaments hätte die Exekutivgewalt innegehabt. Für diesen Antrag fand sich im Vorparlament allerdings keine Mehrheit.

### Reformvorschläge des Bundestags März/April 1848
Die Staaten des Deutschen Bundes ernannten liberale oder reformbereite Abgesandte zum Bundestag. Dieser Bundestag versuchte, das Volk durch Reformmaßnahmen zu beruhigen und den bald erwarteten deutschen „Bundesstaat“ vorzubereiten. Unter anderem erarbeitete ein Bundestagsausschuss den Siebzehner-Entwurf mit Grundzügen einer künftigen Reichsverfassung. Dieser Entwurf eines „Reichsgrundgesetzes“ war der späteren Frankfurter Reichsverfassung schon recht ähnlich.
Außerdem beschloss der Bundestag am 3. Mai 1848 die Einsetzung eines Bundesdirektoriums, also einer Regierung, die aus Vertretern mehrerer Staaten bestehen sollte. Man dachte an drei Vertreter der größten Staaten. Weil darüber Uneinigkeit bestand, und weil bereits die Wahl einer Nationalversammlung in die Wege geleitet worden war, überließ man solche Fragen allerdings der Nationalversammlung.

### Deutsches Reich 1848/49

Schaubild für die vorläufige Ordnung nach dem Zentralgewaltgesetz vom 28. Juni 1848

Mit zwei Beschlüssen bestimmte der Bundestag, dass die Einzelstaaten die Abgeordneten zu einer Nationalversammlung wählen sollten. Die Nationalversammlung hatte die Aufgabe, eine Verfassung zu entwerfen und mit den Einzelstaaten zu vereinbaren.
Bereits am 18. Mai 1848 begann die Nationalversammlung in Frankfurt mit ihrer Arbeit. Entgegen dem ursprünglichen Auftrag sah sie sich als zentrales Organ für Gesamtdeutschland:
- Sie richtete mit dem Zentralgewaltgesetz eine vorläufige Verfassungsordnung ein, die zunächst „deutscher Bundesstaat“ und bald „Deutsches Reich“ hieß.
- Sie wählte einen Reichsverweser als Ersatz-Monarchen, der Reichsminister ernannte und zusammen mit diesen die Provisorische Zentralgewalt bildete.
- Sich selbst sah die Nationalversammlung als Parlament des Reiches und verabschiedete Reichsgesetze.

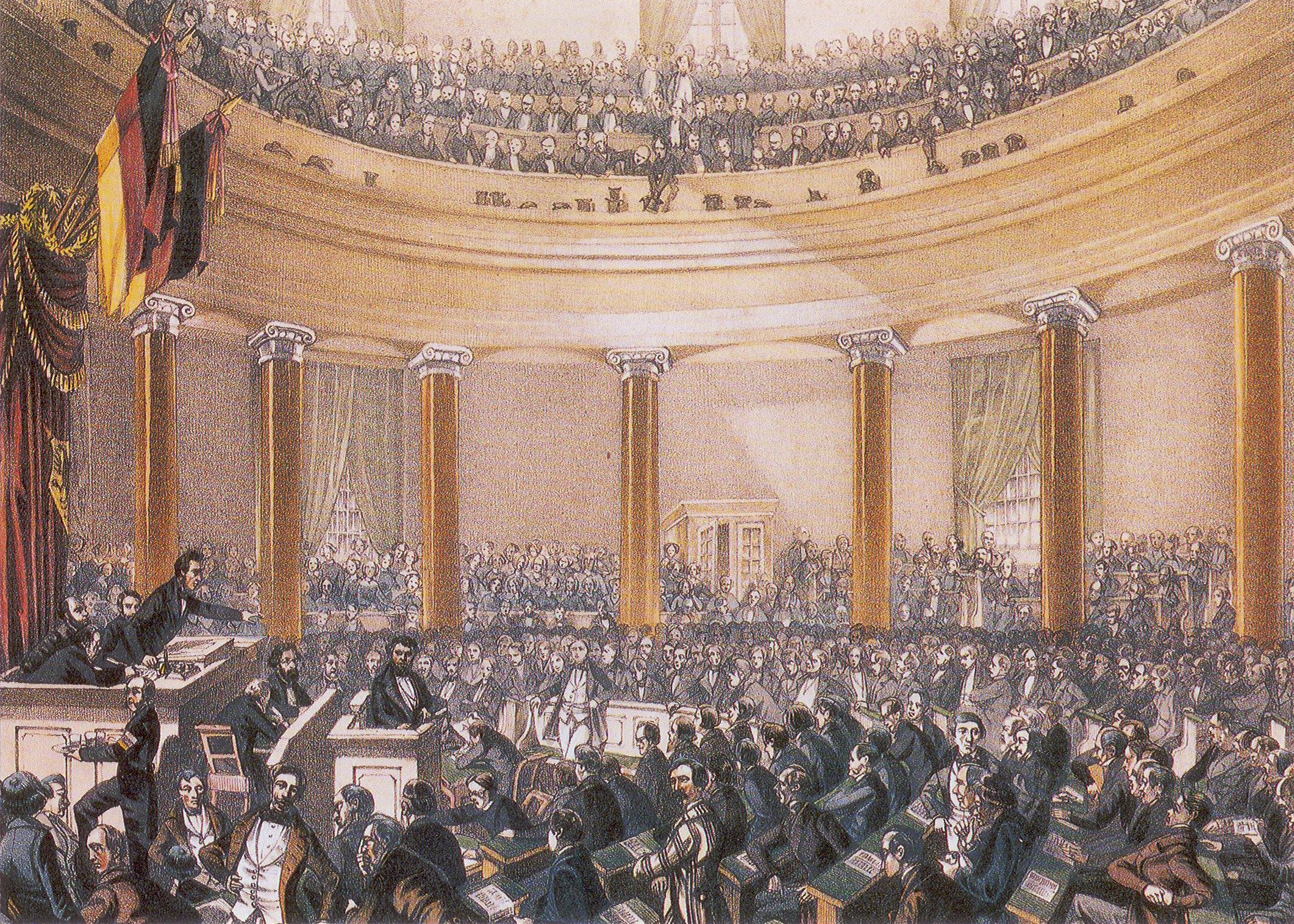
Die Frankfurter Nationalversammlung, laut Zentralgewaltgesetz vom 24. Juni 1848 das Parlament eines „deutschen Bundesstaates“, des revolutionären Deutschen Reiches.

Schaubild für das System der Frankfurter Reichsverfassung vom 28. März 1849

Die deutschen Staaten gingen darauf ein und erkannten die Wahl des Reichsverwesers an. Außerdem beendete der Bundestag am 12. Juli seine Tätigkeit zugunsten des Reichsverwesers. Auf diese Weise versuchte der Bundestag, eine Kontinuität zwischen Deutschem Bund und Deutschem Reich herzustellen. Die Nationalversammlung interpretierte sich damals noch als revolutionäres Organ, verstand im Laufe der Zeit aber, wie nützlich es war, sich über den Deutschen Bund Legitimität zu verschaffen. Der Deutsche Bund war nämlich unbestritten ein allseits anerkanntes Gebilde, sowohl im In- als auch im Ausland.
Das Deutsche Reich wurde von einigen ausländischen Staaten anerkannt. Allerdings gelang es der Zentralgewalt nicht immer, ihre Anordnungen im Inland durchzusetzen. Schon beim Huldigungserlass vom Sommer 1848 zeigte sich, dass vor allem die größeren Staaten der Zentralgewalt nur Folge leisteten, wenn sie selbst es für nützlich hielten.
Im Frühjahr 1849 lag die Frankfurter Reichsverfassung vor. Die Nationalversammlung sah sich im Recht, sie allein in Kraft treten zu lassen. 28 Staaten erkannten die Verfassung an, nicht aber die größeren. Vor allem Preußen bekämpfte die Nationalversammlung sowie erneute Aufstände mit Gewalt. Das war das Ende der eigentlichen Revolution, aber nicht der Einigungsversuche.
Österreich und Preußen legten in der Folgezeit eigene Vorschläge vor, um den Deutschen Bund zu reformieren oder Deutschland als Bundesstaat zu einen. Dabei ging es ihnen um die Vergrößerung der eigenen Macht. Von Bedeutung war, ob sie damit die öffentliche Meinung und vor allem die Unterstützung der Mittelstaaten wie Bayern gewinnen konnten.

### Erfurter Union 1849/50

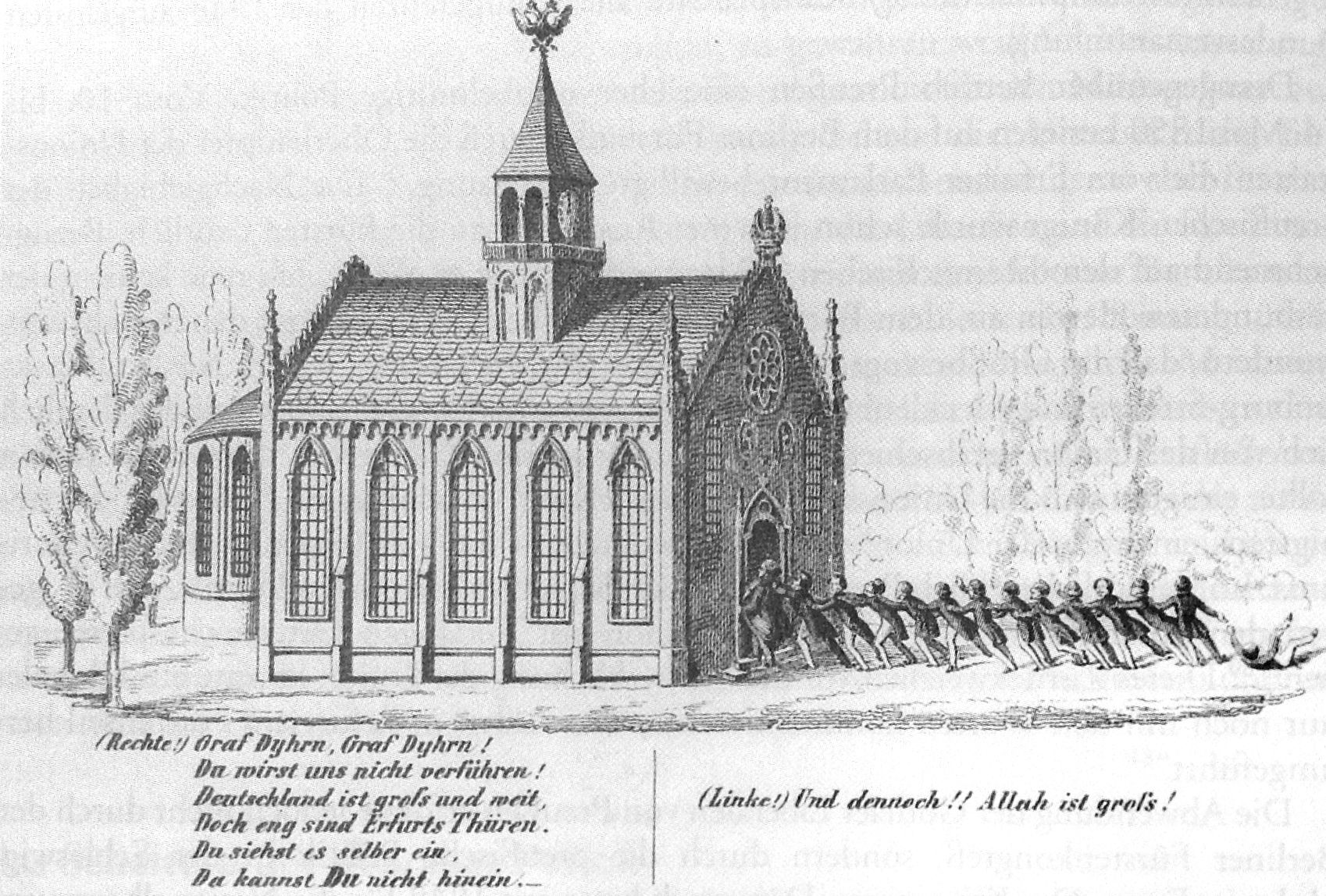
Karikatur auf das Unionsparlament in der Augustinerkirche in Erfurt: Die Linke hatte aus Boykott nicht an den Wahlen nach Dreiklassenwahlrecht teilgenommen.

Schaubild für die geplante Verfassungsordnung der Erfurter Union

Der preußische König Friedrich Wilhelm IV. wollte selbst ein „Deutsches Reich“ gründen. Später wurde der Name „Deutsche Union“ gewählt; in der Geschichtswissenschaft hat sich der Ausdruck „Erfurter Union“ eingebürgert, weil das dazugehörige Parlament in der preußischen Stadt Erfurt tagte. Vordenker und treibende Kraft war der preußische General und Politiker Joseph von Radowitz. Der Fahrplan dazu sah wie folgt aus:
- Am 28. Mai 1849 vereinbarte Preußen mit Hannover und Sachsen das Dreikönigsbündnis, das die Gründung eines Bundesstaates vorsah.
- Zwei Tage später lag ein Verfassungsentwurf vor, die Erfurter Unionsverfassung. Vorbild war die Frankfurter Reichsverfassung. Sie war aber konservativ und föderalistisch umgeschrieben worden, um den Fürsten der Mittelstaaten eher zu gefallen.
- Im Juni trafen sich rechtsliberale Ex-Abgeordnete der Nationalversammlung (Gothaer Nachparlament) und unterstützten, wenn auch mit Bedenken, die preußische Unionspolitik.
- Im Winter 1849/1850 wurde das Unionsparlament gewählt. Einzige Aufgabe war es, den Verfassungsentwurf anzunehmen. Die rechtsliberale Mehrheit im Parlament tat dies im April 1850 und gab den Gliedstaatsregierungen liberale Änderungsvorschläge mit.

Damit wäre die Deutsche Union eigentlich gegründet gewesen, und der preußische König als Unionsvorstand hätte nun eine Unionsregierung einsetzen müssen. Der König hatte aber mittlerweile das Interesse an der Union verloren, weil ihm die Verfassung noch zu liberal war und die wichtigsten deutschen Staaten dauerhaft fernblieben. Für so wenig Einheit wollte er nicht so viel Freiheit gewähren. So bat er erst einmal noch die übrigen Fürsten um eine Bestätigung der Verfassung. Das Projekt verlief so im Sande, noch bevor Österreich Ende 1850 einen Schlussstrich durchsetzte.

### Großösterreich-Plan

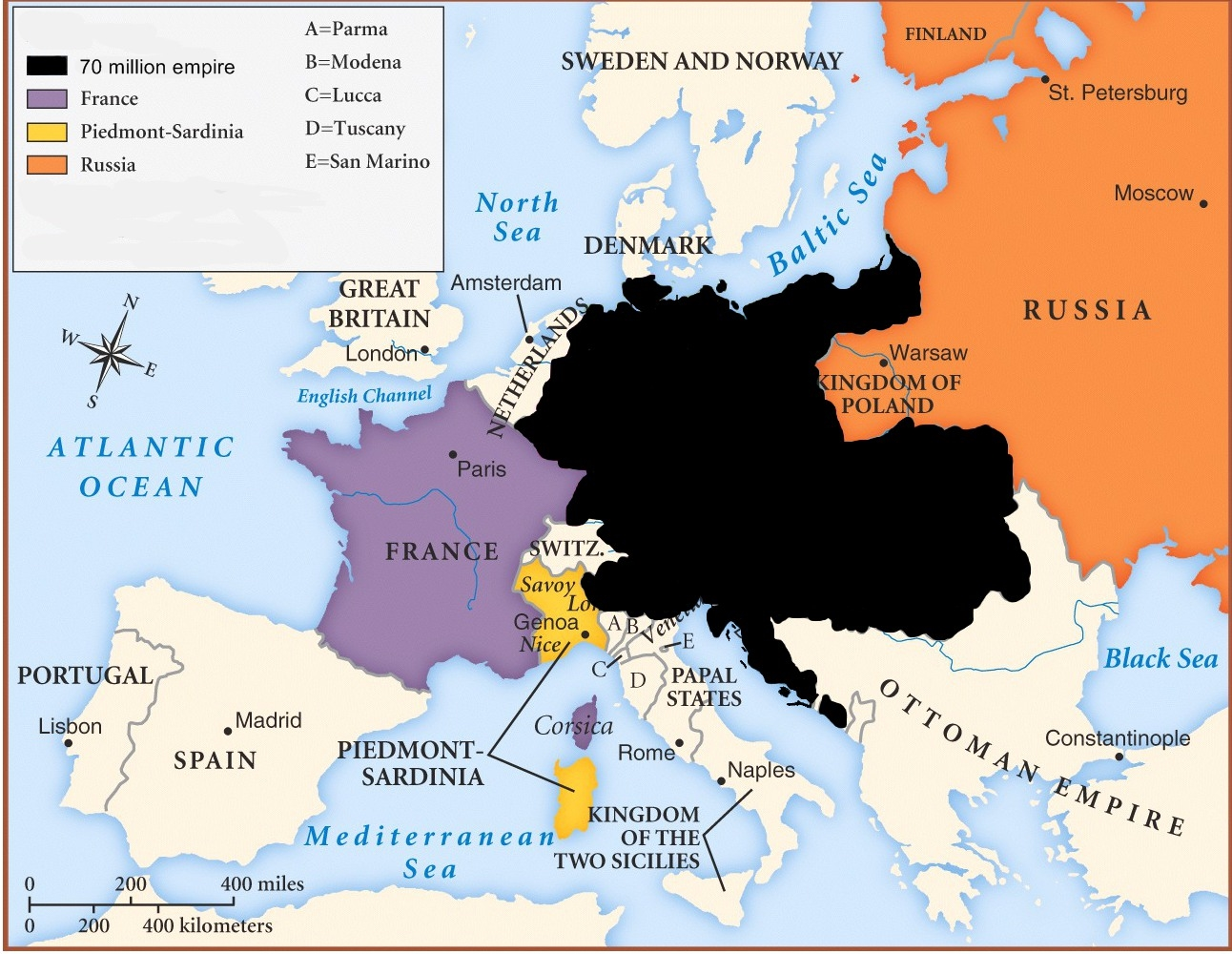
Das sogenannte Großösterreich, wie Österreich es angestrebt hat, wäre ein Staatenbund gewesen. Ihm hätten ganz Österreich, ganz Preußen und die übrigen Gebiete des Deutschen Bundes angehört. Auf dieser Karte ist es schwarz eingezeichnet.

Der Kaiser von Österreich oktroyierte seinem Reich im März 1849 eine neue, zentralistische Verfassung. Damit signalisierte Österreich, dass es für einen großdeutschen Nationalstaat nicht zur Verfügung stand. Der Kaiser hätte nämlich, nach Ansicht der Frankfurter Nationalversammlung, nur in Personalunion Herrscher seiner unterschiedlichen Länder bleiben können. Sie hätten eine getrennte Regierung und Verwaltung haben müssen. Der österreichische Kaiser fürchtete aber, als bloßes gemeinsames Staatsoberhaupt seine bisherigen Länder nicht zusammen halten zu können.
Allerdings musste Österreich der deutschen Öffentlichkeit ein eigenes, alternatives Angebot für die Zukunft machen, um nicht als rein negative Kraft wahrgenommen zu werden. Dazu diente der Plan eines Großösterreichs. Nach seinen Erfindern wurde er auch Schwarzenberg- oder Schwarzenberg-Bruck-Plan genannt.
„Großösterreich“ hätte bedeutet, dass alle Teile Österreichs in den Deutschen Bund aufgenommen werden wären. Für Österreich hatte dies den Vorteil, dass Deutschland künftig verpflichtet gewesen wäre, bei Kriegen und Aufständen in ganz Österreich zu helfen. Für die anderen deutschen Staaten war diese Aussicht nicht sehr verlockend. Außerdem hätte ein solches großösterreichisches Gebilde kein Nationalstaat sein können, der vielen Nationalitäten in Gesamtösterreich wegen.
Um ein Großösterreich den anderen deutschen Staaten schmackhaft zu machen, wollte Österreich zumindest eine begrenzte Bundesreform zulassen. So konnte es sich eine Art Bundesregierung vorstellen und teilweise auch ein Organ von Vertretern oder Abgeordneten der Einzelstaaten. Allerdings sollte es sich nicht um ein gewähltes Parlament handeln, denn das hätte in Zukunft doch noch einen Nationalstaat fordern können. Attraktiv sollte der Deutsche Bund auch durch eine Zollunion werden sowie eine gewisse Vereinheitlichung von Recht und Handelspolitik. Aber auch da sah Österreich enge Grenzen – auf jeden Fall durfte der Bund keine Grundrechte garantieren.

### Vierkönigsbündnis Februar 1850
Im Februar 1850 stand das Erfurter Unionsparlament kurz vor dem Zusammentritt. Für die vier Königreiche Bayern, Württemberg, Sachsen und Hannover war das der Anlass, der Öffentlichkeit und den übrigen Staaten ein konkretes, positives Gegenangebot zur Union zu machen. Österreich unterstützte ihren Vorschlag im Hintergrund.

Verfassungsdiagramm für das System, wie es im Vierkönigsbündnis vom Februar 1850 skizziert wurde

Laut Vierkönigsbündnis sollte der Bund eine Bundesregierung und ein Bundesgericht erhalten. Österreich, Preußen und die übrigen Staaten sollten jeweils hundert Abgeordnete in eine Nationalvertretung entsenden, als Repräsentanten der jeweiligen Parlamente der Einzelstaaten. Die Bundesstaaten sollten enger auf dem Gebiet von Handel und Recht zusammenarbeiten, die Bestimmungen dazu waren aber teils sehr zurückhaltend formuliert.
Österreich äußerte sich zunächst positiv über den Vorschlag, machte aber Vorbehalte. Die Königreiche verstanden, dass es Österreich allein um eine Taktik ging, der Erfurter Union etwas entgegenzusetzen. Außerdem hoffte Österreich, auf diese Weise Sympathie für Großösterreich zu gewinnen. Wirkliches Interesse an einer Stärkung des Bundes hatte Österreich dauerhaft nicht.
Im Sommer 1850 machte Schwarzenberg dem preußischen Gesandten Graf Bernstorff einen Sechs-Punkte-Vorschlag:
- Ein großer Deutscher Bund mit ganz Österreich, mit Zollunion, ohne Volksvertretung, aber mit starker Zentralgewalt, die Österreich und Preußen gemeinsam ausüben. In Zentralgewalt und Bundestag sollten beide gleichberechtigt sein.
- Ein engerer Bund von Staaten, die dazu gehören wollten, mit Preußen an der Spitze, aber ohne dass daraus ein deutscher Bundesstaat entstehen sollte. (Einen ähnlichen Doppelbund hatte bereits zuvor Reichsministerpräsident von Gagern vorgeschlagen.)

Am 8. Juli 1850 legte Österreich allerdings einige Bedingungen nach, die den großzügigen Vorschlag für Preußen entwerteten: Im engeren Bund dürfe es kein Parlament geben, sondern höchstens eine gemeinsame Repräsentation von Landtagsabgeordneten. Preußen solle die Erfurter Verfassung als unausführbar bezeichnen.

### Herbstkrise und Dresdner Konferenzen 1850/51

Konfrontation in der Herbstkrise 1850: Die Staaten der Erfurter Union in gelb, die Staaten, die im Rumpfbundestag vertreten waren, in braun.

In der Herbstkrise 1850 kam es beinahe zum Krieg zwischen den Staaten der Union und den Staaten des Rumpfbundestages. Preußen musste allerdings letzten Endes – auch aufgrund russischen Drucks – die Union aufgeben. In den Verhandlungen mit Österreich, die zur Olmützer Punktation führten, erwirkte Preußen zumindest einen scheinbaren Gewinn: Es handelte eine deutsche Konferenz aus, auf der über eine Bundesreform gesprochen werden sollte.

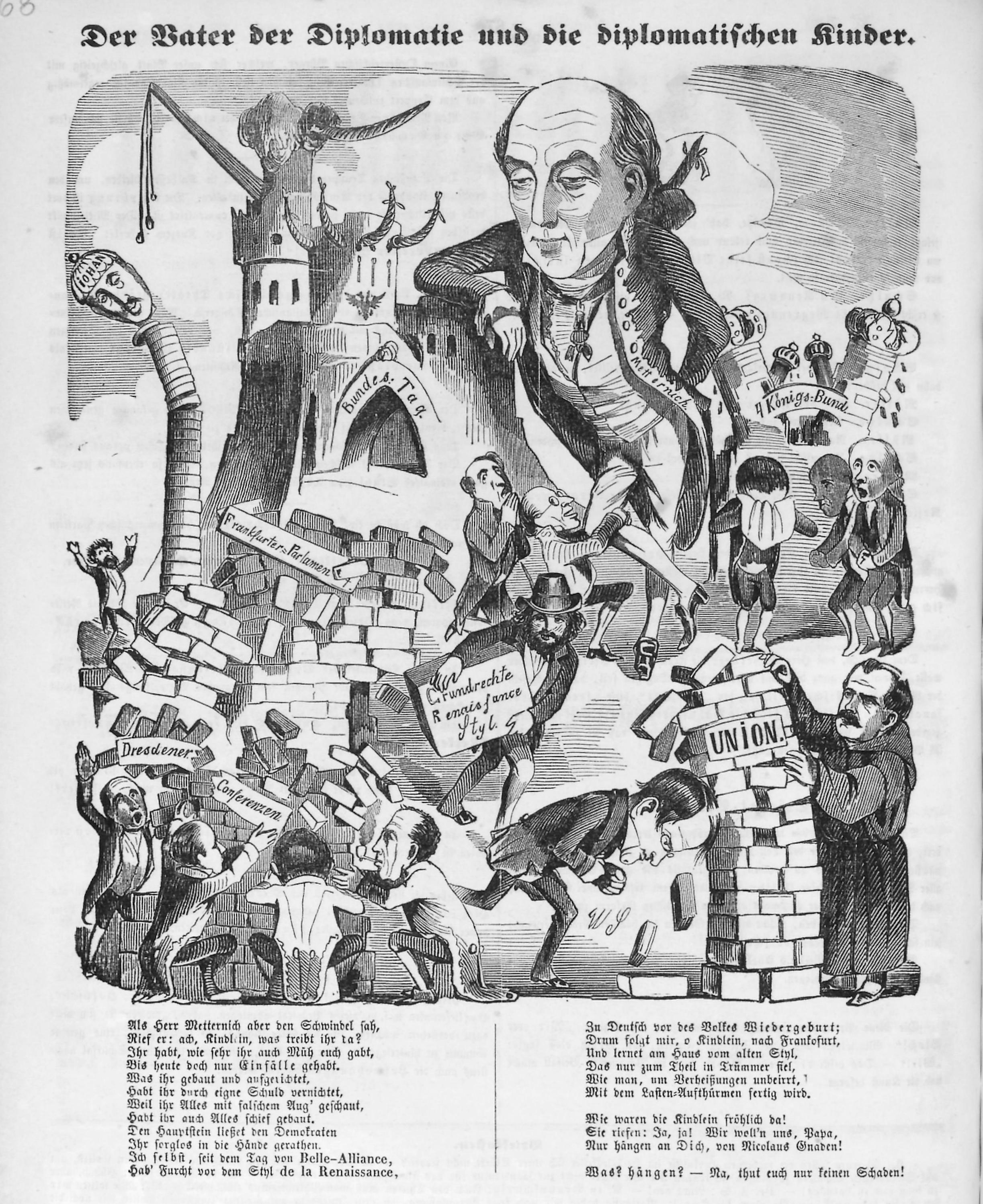
Karikatur im Kladderadatsch 1851: Fürst Metternich, der österreichische Pate der Restauration, lehnt sich zufrieden an die standhafte Festung Bundestag. Um ihn herum sieht er die Gebäude von Revolution und Reform zusammenfallen. Von links im Uhrzeigersinn: das Frankfurter Parlament mit Reichsverweser „Iohan“, das Vierkönigsbündnis, Radowitz mit seiner Union, die Dresdner Konferenzen.

Auf den Dresdner Konferenzen, vom Dezember 1850 bis in den Mai 1851, kamen Österreich und Preußen einer Einigung sehr nahe. Alle Gebiete Österreichs und Preußens sollten dem Bund angehören und der Bund eine Bundesexekutive erhalten. Diese Bundesregierung hätte wesentlich mehr zu bestimmen gehabt als der alte Bundestag, allerdings hätten ihr ähnlich wie im Engeren Rat immer noch alle Staaten angehört, mit Stimmvorteilen für die größeren Staaten. Auch eine Volksvertretung und ein Bundesgericht standen auf der Tagesordnung, mitsamt einer Ausweitung des Bundeszwecks unter anderem auf Handel, Zollwesen, Verkehr sowie die Vereinheitlichung von Maßen und Gewichten.
Die Einigung scheiterte an zwei Gründen. Die kleinen Staaten hatten Angst, dass die beiden Großmächte sich über ihren Kopf hinweg einigten; sie hätten eine „Mediatisierung“ im Bundesstaat (der Erfurter Union) akzeptiert, aber nicht im Staatenbund. Außerdem bekam Preußen Bedenken, ob Österreich in einem erweiterten Deutschen Bund nicht doch zu mächtig würde. So forderte es wieder, dass der Vorsitz im Bund zwischen Österreich und Preußen abwechseln sollte (das Alternat). Zwar wünschte es sich eine starke Bundesexekutive, aber keinen weiteren Ausbau durch Volksvertretung und Gericht. Solange Preußen den Bund als Machtinstrument Österreichs verstand, lehnte es eine Stärkung des Bundes und Einmischungen in die inneren Verhältnisse Preußens ab.
Erfolglos versuchten die Mittelstaaten, wenigstens einige Reformen zu verwirklichen. Als nach der Konferenz der Bundestag wieder zusammentrat, am 8. Juli 1851, wurde nur ein einziges Ergebnis als Bundesbeschluss verwirklicht: Ein bestimmtes Militärkontingent zur Durchsetzung der Bundesbeschlüsse musste rasch bereitgestellt werden.

## Reaktionszeit 1851–1859
In den Jahren 1851 bis 1859 arbeiteten Österreich und Preußen wieder eng zusammen, wie vor der Revolution. Auf eine Bundesreform im Sinne gesamtdeutscher Interessen, so Jürgen Müller, konnten sie sich weiterhin nicht verständigen, sondern nur auf die Unterdrückung der Revolution, des Liberalismus und der nationalen Bewegung. Mit ihren Reaktionsmaßnahmen hatten sie wegen des Widerstands der Mittelstaaten jedoch weniger Erfolg als erwünscht, und ihre Instrumente blieben relativ stumpf. Die Mittelstaaten warnten vor einer Wiederholung der bloß repressiven Bundespolitik. Sie wünschten sich eine allmähliche, defensive Modernisierung.

### Initiativen beim Bundestag und in den Mittelstaaten

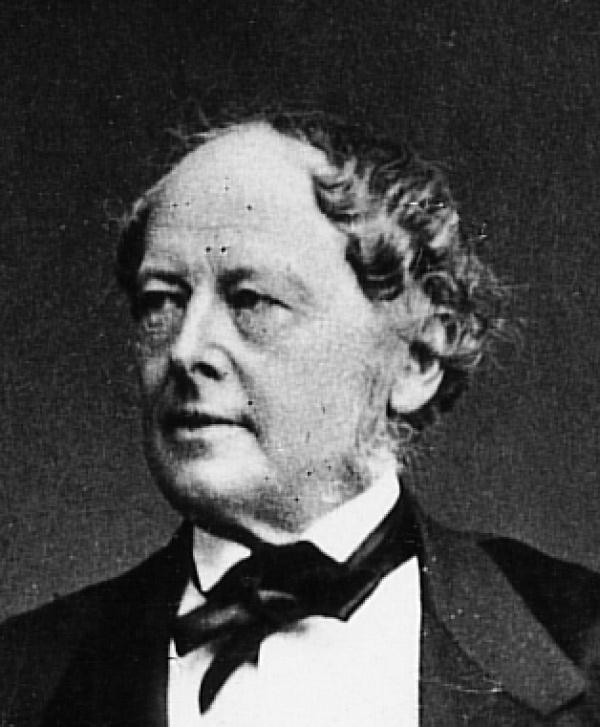
Friedrich Ferdinand von Beust war von 1849 bis 1866 sächsischer Außenminister. Es gelang ihm nicht, eine wirksame gemeinsame Politik der Mittelstaaten zu organisieren.

Im Juli 1851 wählte der Bundestag Ausschüsse für ein Bundesgericht und eine gemeinsame Handelspolitik. Bezüglich des Bundesgerichts schien die Uneinigkeit der Staaten aber eher noch größer als in Dresden geworden zu sein. Ähnlich war es mit der Handelspolitik. Dabei lag der Stillstand nicht so sehr an den Bundestagsgesandten in Frankfurt, selbst nicht an den konservativen. Es waren die Regierungen, allen voran Österreichs und Preußens, die kein Interesse an Reformen hatten. Auf die Frage, ob Österreich überhaupt ein Bundesgericht wolle, erhielt der Präsidialgesandte von seiner Regierung nicht einmal eine Antwort. In der Handelspolitik war es vor allem Preußen, das Handelspolitik und Zoll lieber außerhalb der Bundespolitik regelte. Seine Zollvereinspolitik zeigte die Schwäche des Bundes auf, was auch ganz im Interesse Preußens lag, solange es nicht mit Österreich gleichberechtigt war. Als Großmacht wollte es sich auch nicht Mehrheitsbeschlüssen unterwerfen.
Der sächsische Regierungschef Friedrich von Beust versuchte, die Mittelstaaten zumindest zum gemeinsamen Vorgehen in der Zollpolitik zu bewegen: Bei der Erneuerung des Zollvereins sollte Österreich nicht wieder ausgeschlossen sein. Im April 1852 trafen tatsächlich die Vertreter von Bayern, Sachsen, Baden, Hessen-Darmstadt, Kurhessen und Nassau in Darmstadt zusammen. Beust bemühte sich um regelmäßige Konferenzen der Mittelstaaten, beginnend 1853 in Frankfurt, also der Stadt des Bundestags. Damit hätten die Treffen den Charakter einer politischen Demonstration erhalten. Eine solche Politik der Mittelstaaten scheiterte jedoch vor allem am größten von ihnen, an Bayern. Auch Bayern erkannte das Zusammengehen der Großmächte als Gefahr, wobei es aber weniger an das Schicksal des Bundes, sondern an seine eigene Unabhängigkeit dachte.
Vereinzelte Initiativen, wie der Reformplan des Coburger Fürsten, fanden unzureichenden Rückhalt und lösten das Grundproblem nicht: Der Bundestag als Vertretung der Gliedstaaten konnte nicht in eine handlungsfähige Regierung umgewandelt werden.

### Sardinischer Krieg 1859

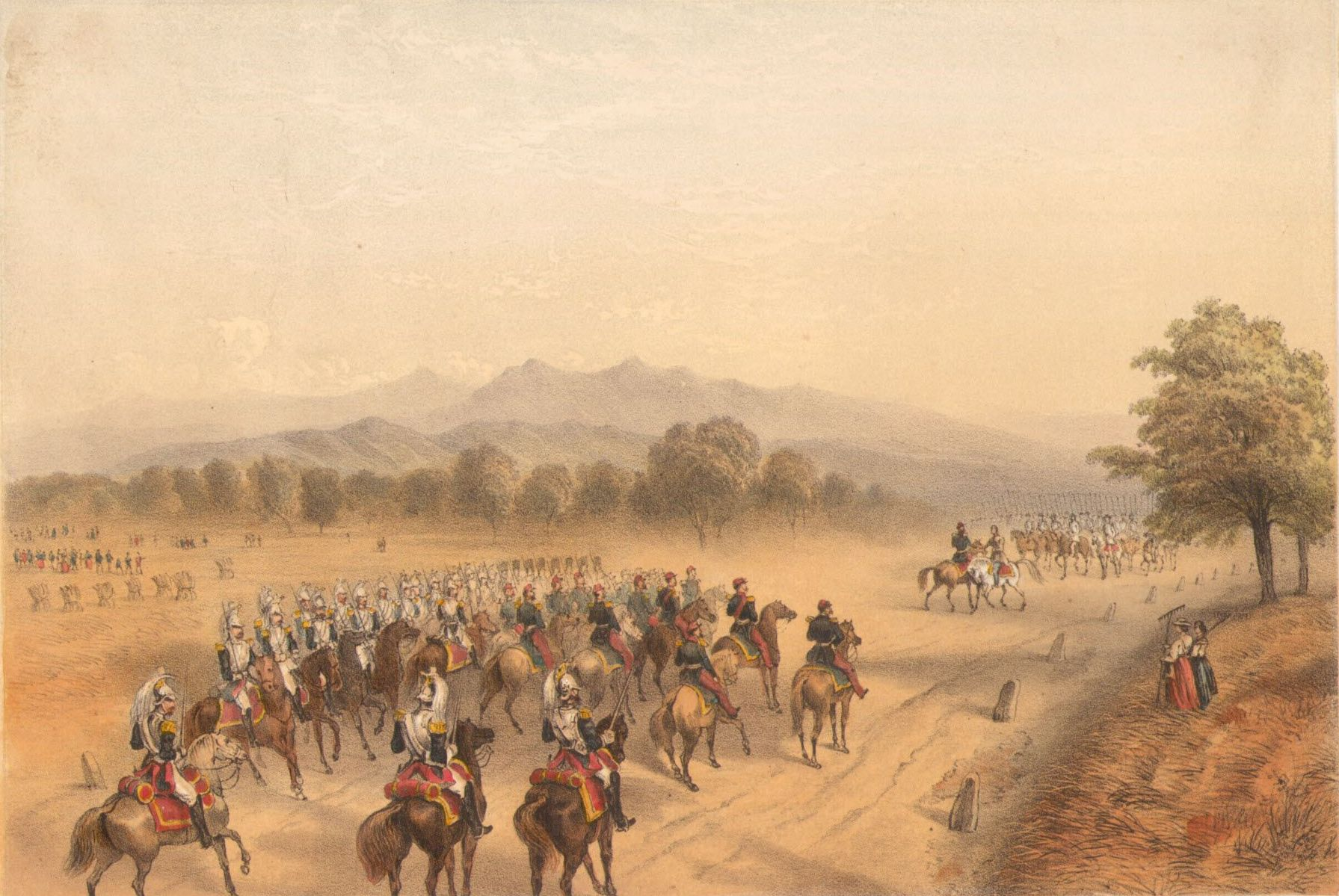
Szene aus dem Sardinischen Krieg 1859 bei Villafranca: Kaiser Franz Joseph I. von Österreich trifft den französischen Kaiser Napoleon III., der hinter Sardinien stand. Im Vorfrieden von Villafranca trat Österreich einen Teil seiner Gebiete in Norditalien ab.

Teilfragen einer Bundesreform führten auch in der Reaktionszeit immer wieder zu Konflikten zwischen den beiden Großmächten. Einer davon war der um den Bundesfeldherrn: Im Vorfeld des Krimkriegs (1853–1856) und im Sardinischen oder Italienischen Krieg (1859) forderte das bedrängte Österreich die Mobilmachung des Bundesheeres und die Einsetzung eines Oberbefehlshabers, eines Bundesfeldherrn laut Bundeskriegsverfassung. Preußen wollte einen Bundesfeldherrn aber nur ernennen lassen, wenn es eigene Ziele durchsetzen konnte. Erst verlangte Preußen jemanden aus dem eigenen Land, der sich nicht Anweisungen des Bundestages unterwerfen müssen sollte, dann eine Zweiteilung des Bundesheeres. Preußen sollte die norddeutschen, Österreich die süddeutschen Kontingente anführen. Zur Grenzüberschreitung und Einsetzung des Bundesfeldherrn kam es nicht mehr: Österreich schloss plötzlich den Vorfrieden von Villafranca (Juli 1859) und verzichtete auf die Lombardei.
Der Sardinische Krieg war für die Bundespolitik von größter Bedeutung, weil das Bundesglied Österreich sich im Krieg mit Sardinien-Piemont und Frankreich befand. Auch wenn nicht im Bundesgebiet gekämpft wurde, sondern im österreichisch beherrschten Norditalien, so stellte sich die Frage nach der Gefährdung des Bundesgebietes. Befürchtet wurde eine Ausweitung unter anderem auf den Rhein. In der öffentlichen Meinung wurde Preußens Zögern als Verrat an der deutschen Sache aus Berechnung und Eigennutz gesehen.
Preußen verlor in dieser Zeit politisches Ansehen, Österreich militärisches. In Wien entstand eine gewisse Bereitschaft zu innenpolitischen Reformen. Zudem waren die Mängel der Bundeskriegsverfassung überdeutlich zu Tage getreten. Die Öffentlichkeit in Deutschland diskutierte leidenschaftlich über die nationale Frage. Der Sardinische Krieg brachte daher wieder Bewegung in die Bundesreformdebatte.

## Erneute Reformdebatten 1859–1866

### Nichtstaatliche Akteure

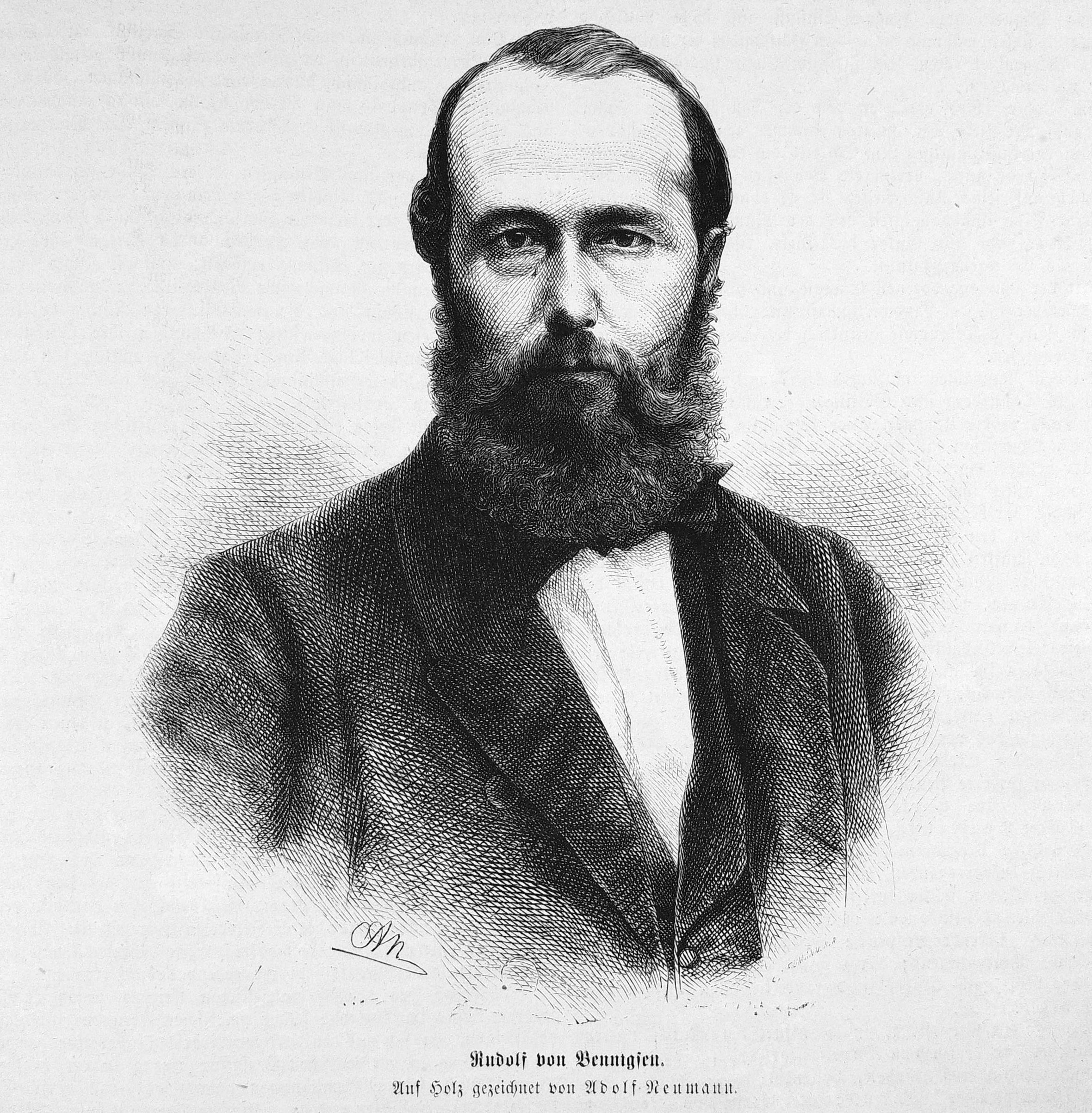
Rudolf von Bennigsen aus Hannover war ein führendes Mitglied der Nationalbewegung. Im Jahr 1859 war er Mitgründer und Vorsitzender des Deutschen Nationalvereins. Im Jahr 1867 wurde er einer der Führer der rechtsliberalen Nationalliberalen Partei.

Nachdem Preußen eine liberalere Innenpolitik betrieb, war auch die Wiedererstehung politischer Vereinigungen möglich. Der Deutsche Nationalverein von 1859 forderte einen kleindeutschen Bundesstaat unter preußischer Führung und stand damit in der Tradition des rechten und linken (liberalen) Zentrums in der Frankfurter Nationalversammlung. Der Verein bezog sich ausdrücklich auf Frankfurter Reichsverfassung und Frankfurter Wahlgesetz aus dem Jahr 1849.
Im Jahr 1862 bildete sich der Deutsche Reformverein als großdeutsches Gegenstück. Er war weniger im Norden als in den Mittelstaaten verankert und wünschte sich ein Deutschland mit Österreich, wie es sich nach dem Italienischen Krieg zu liberalisieren begann. Sein Weg dazu war eine Bundesreform mit einer beratenden, von den Landesparlamenten ernannten parlamentarischen Versammlung. Zeitweise gehörte der ehemalige Reichsministerpräsident Heinrich von Gagern zu seinen Vorstandsmitgliedern.
Außer den beiden genannten Vereinen zählt der Historiker Andreas Biefang noch den Handelstag, den Volkswirtekongress und den Abgeordnetentag zu den nationalen Organisationen der Zeit. Sie waren nicht mehr föderal, sondern zentralistisch aufgebaut und kannten viele Doppelmitgliedschaften. Biefang hat eine etwa achtzigköpfige, im Wesentlichen protestantische und akademische Funktionselite ausgemacht, die Strategien erarbeitete und in politisches Handeln umsetzte. Sie wollte einen Bundesstaat nach dem Vorbild von 1849 errichten und ordnete diesem Ziel alle übrigen Fragen unter.
Diese Bewegung ging von einem liberalen Preußen aus und war enttäuscht, als Bismarcks Ministerpräsidentschaft (ab 1862) keine kurze Übergangsperiode darstellte. Im Laufe der 1860er-Jahre erlebte sie, wie Deutschland zunehmend von großpreußischem Annexionismus und antipreußischem Partikularismus geprägt wurde. Die liberale Nationalbewegung war zu Kompromissen mit Bismarck gezwungen, wenn sie überhaupt etwas erreichen wollte.
Schon Anfang der 1860er-Jahre hatten sich Deutschland und Österreich auseinandergelebt, kulturell und wirtschaftlich. An den nationalen bürgerlichen Organisationen in Deutschland beteiligten sich kaum noch Österreicher. Nicht einmal beim großdeutsch orientierten Reformverein war dies anders. Ähnliches zeigte auch eine Studie über die ehemaligen Abgeordneten der Frankfurter Nationalversammlung und ihre Netzwerke. Bei den Deutsch-Österreichern selbst hatte nur noch die kleinste von drei großen politischen Gruppierungen Interesse an den deutschen Angelegenheiten, nämlich die Autonomisten, die den Ungarn größere Eigenständigkeit zustehen wollten. Die beiden anderen waren von einem starken österreichischen Reichspatriotismus geprägt. Gesellschaftlich, so Andreas Biefang, war die staatsrechtliche Trennung von 1866 schon vorbereitet.

### Reformdebatten 1860–1863

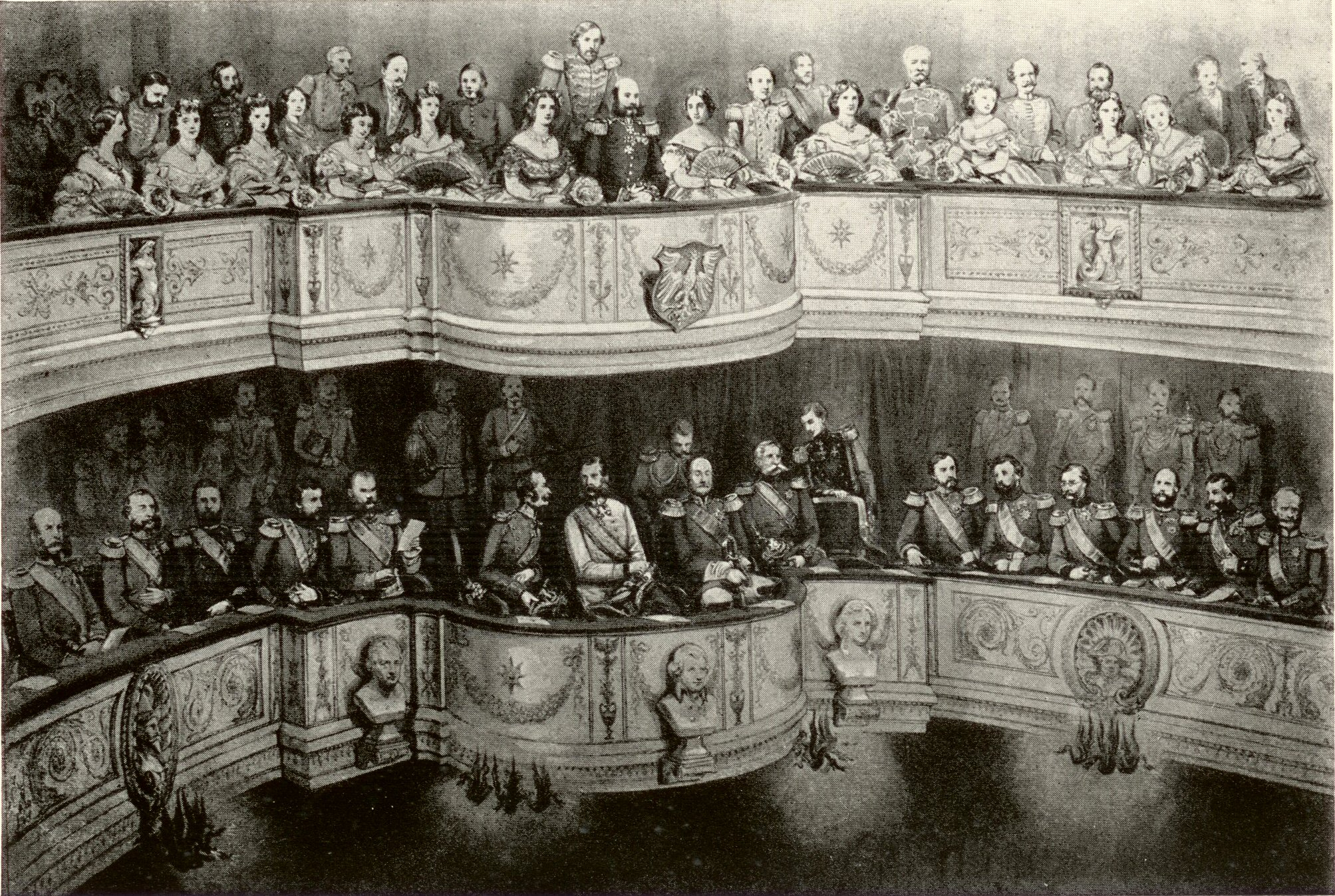
Ein Theaterbesuch beim Frankfurter Fürstentag 1863, auf dem die Frankfurter Reformakte diskutiert wurde. Preußens König fehlte in Frankfurt.

Schaubild für den Deutschen Bund nach den Vorstellungen der Frankfurter Reformakte von 1863

Nach dem verlorenen Krieg gegen Piemont-Sardinien und Frankreich 1859 bemühte Österreich sich um die Wiederherstellung der inneren Ordnung. Dazu erließ es auch, über zehn Jahre nach Preußen, eine Verfassung. Erst dadurch erhielt es die Legitimation, sich in der deutschen Frage an die Öffentlichkeit zu richten, deren Zustimmung bereits damals für eine Bundesreformpolitik notwendig war. Die preußische Regierung hingegen war in einen Verfassungskonflikt mit dem liberalen Landtag verwickelt.
In der österreichischen Regierung wollte die Gruppe um Staatskanzler Rechberg das Bündnis mit Preußen wiederbeleben, ohne allerdings den Vorsitz im Bund mit Preußen zu teilen. Es setzte sich aber die Gruppe um den ehemaligen Frankfurter Reichsminister Anton von Schmerling durch: Sie wollte gemeinsam mit den Mittelstaaten den Bund reformieren und sah in der Zusammenarbeit mit Preußen höchstens ein taktisches Mittel.
Die Mittelstaaten wiederum bemühten sich auf Initiative Bayerns und Sachsens um eine gemeinsame Politik gegenüber den Großmächten. Ansatzpunkte waren eine Vereinheitlichung des Rechts, der Maße sowie der Handelspolitik und vor allem eine Reform der Bundeskriegsverfassung. Diese Initiativen der Würzburger Konferenzen blieben allerdings schwach, weil die Mittelstaaten sich untereinander nicht immer einig waren.
Preußen näherte sich in gewisser Weise dem Nationalverein an und forderte im Dezember 1861 mit dem Bernstorffer Unionsplan wieder einen kleindeutschen Bundesstaat unter Ausschluss Österreichs. Das trieb die meisten Mittelstaaten in die Arme Österreichs. Der Kaiserstaat sah die Möglichkeit, mit einer großangelegten Reforminitiative die Mittelstaaten für sich zu gewinnen, Preußen zu isolieren und die Bundesreformdebatte für längere Zeit zu beenden. Damit hätte Österreich einen Bundesstaat zunächst verhindert.
Auf dem Frankfurter Fürstentag vom September 1863 berieten die anwesenden Vertreter der deutschen Staaten Österreichs Reformplan: die Frankfurter Reformakte. Ihre Annahme hätte dem Deutschen Bund neue Organe anstelle des Bundestags beschert und den Bundeszweck erweitert. Damit kam Österreich den Wünschen den Mittelstaaten weit entgegen. Preußen aber war dem Fürstentag ferngeblieben und hatte ein direkt gewähltes Nationalparlament verlangt sowie die Gleichberechtigung mit Österreich. Die Mittelstaaten fürchteten die Isolation Preußens und damit die Vorherrschaft Österreichs, so dass sie das Projekt scheitern ließen.

### Endphase 1864–1866

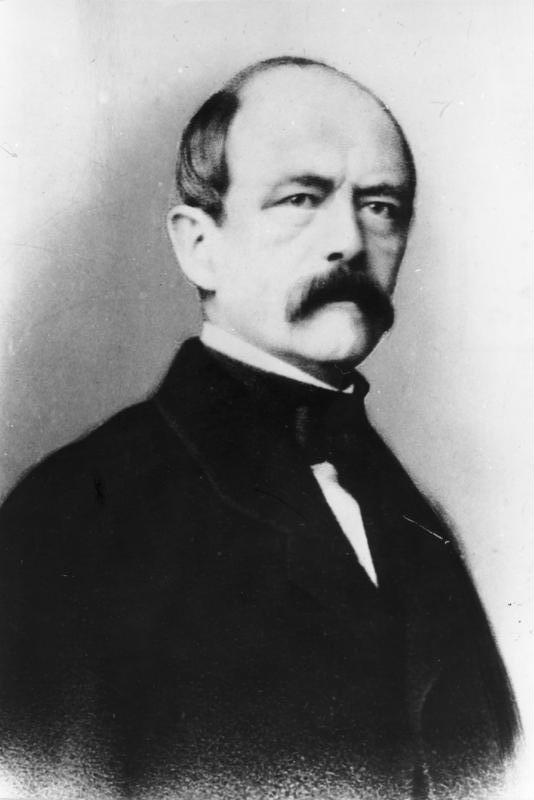
Otto von Bismarck 1862, als er preußischer Ministerpräsident wurde

Bald darauf arbeiteten Österreich und Preußen wieder zusammen. Im Deutsch-Dänischen Krieg 1864 verhinderten sie die Entstehung eines selbstständigen, liberalen Herzogtums Holstein oder Schleswig-Holstein. Sie zerstritten sich aber über die Aufteilung ihrer Beute: Preußen wollte Holstein und Schleswig annektieren. Trotz preußischer Vorschläge zur Zukunft dieser beiden Herzogtümer und der Zusammenarbeit im Bund, wie der Mission Gablenz, spitzte sich der Konflikt zwischen Österreich und Preußen weiter zu.
Preußen gelang es nicht, Bayern für einen kleindeutschen Bundesstaat zu gewinnen, in dem Preußen den Norden und Bayern den Süden dominiert hätte. Dennoch trat Preußen am 10. Juni 1866 mit einem Bundesreformplan auf. Dazu nutzte Preußen schon gar nicht mehr den Bundestag, sondern sendete den Plan direkt an die Staaten. Hauptforderung Preußens war die Wahl eines deutschen Nationalparlaments, mit dem eine kleindeutsche Verfassung auszuarbeiten war.
Im folgenden Deutschen Krieg im Sommer 1866 siegten Preußen und seine Verbündeten. Nach dem Krieg zwang Preußen das unterlegene Österreich im Prager Frieden zu der Feststellung, dass der Deutsche Bund aufgelöst sei. Preußen annektierte mehrere Staaten und führte die Gründung des Norddeutschen Bundes, eines auf Norddeutschland begrenzten Bundesstaates mit 22 Gliedstaaten, herbei. Die süddeutschen Länder traten 1870/71 dem Norddeutschen Bund bei (Novemberverträge), der zum Deutschen Kaiserreich wurde.

## Bewertung

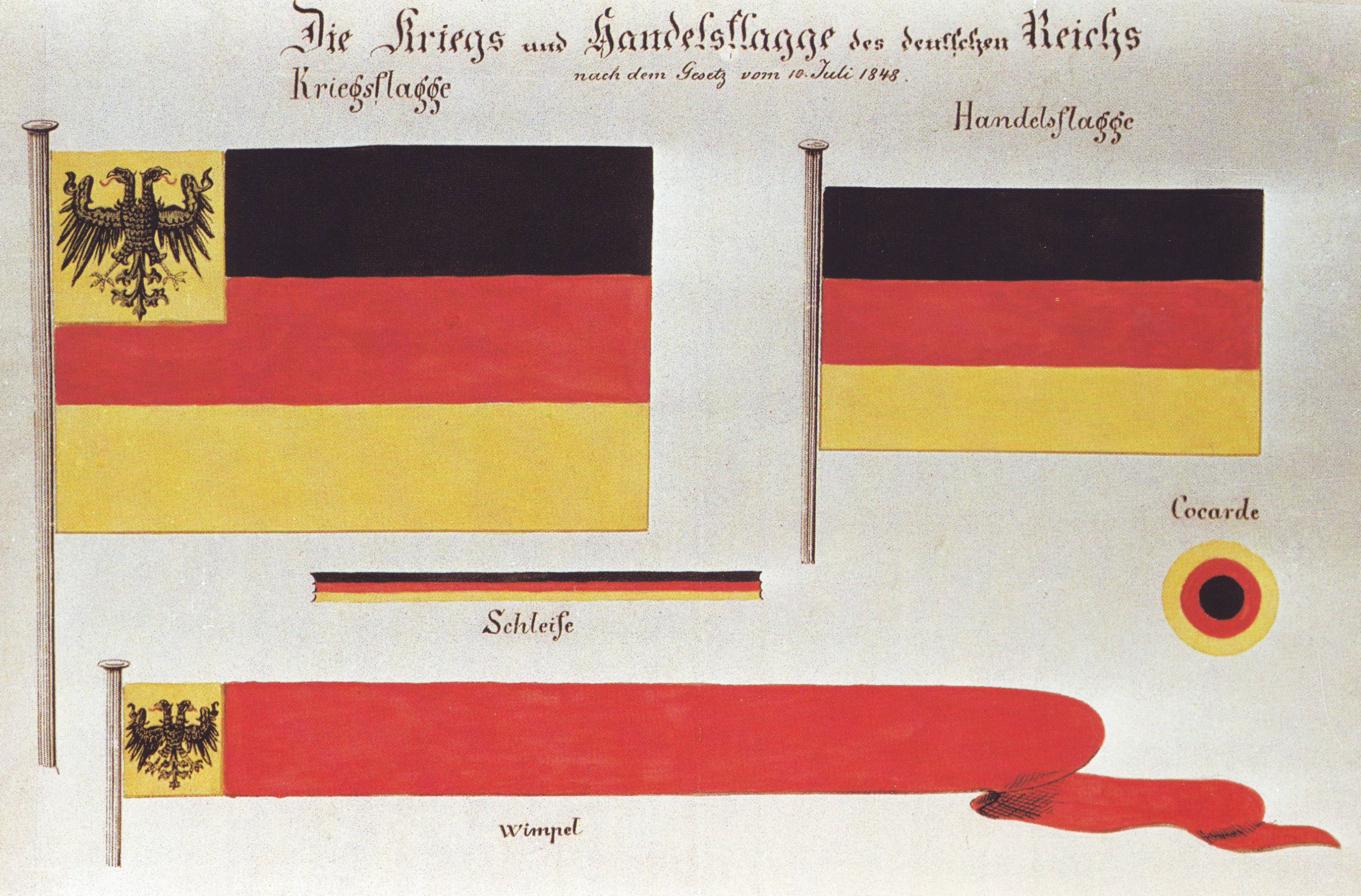
Bereits der Bundestag hatte am 9. März 1848 Schwarz-Rot-Gold zu den deutschen Farben erklärt. Die Frankfurter Nationalversammlung beschloss im November ein Reichsgesetz dazu. Nach Niederschlagung der Revolution verschwand die Flagge, bis Österreich sie 1863 beim Frankfurter Fürstentag auf dem Bundespalais hissen ließ. Der Norddeutsche Bund entschied sich für Schwarz-Weiß-Rot, um sich vom Deutschen Bund abzugrenzen.

„Der Deutsche Bund galt und gilt bis heute der überwiegenden Mehrheit der Historiker als eine unzeitgemäße, blockierende, reaktionäre und zum Scheitern verurteilte Ordnung“, so Jürgen Müller. Seine mangelhafte Verfassung sei unreformierbar gewesen, die Struktur hätte die Weiterentwicklung zum Nationalstaat verhindert (strukturalistischer Ansatz). In der Forschung gab es jedoch auch ansatzweise gewisse Neubewertungen des Bundes sowie ein Interesse an den Reformdebatten. Demzufolge hätten die flexiblen Bundesgrundgesetze einer Reform nicht im Wege gestanden. Vielmehr habe es an der antiliberalen Bundespolitik der Großmächte gelegen (inzidentieller Ansatz). Einige Historiker, nicht zuletzt aus Österreich, sahen im Bund überhaupt eine willkommene Alternative zum Nationalstaat. Manche wiederum erkennen im Deutschen Bund einen Vorläufer der supranationalen Ordnungen des 20. Jahrhunderts (wie der Vereinten Nationen), was Müller als überzogen ablehnt.
Ernst Rudolf Huber zufolge scheiterten die Reformversuche nicht am Prinzip der Einstimmigkeit. Solange Österreich und Preußen zusammenarbeiteten, erreichten sie dennoch Beschlüsse des Bundestags, auch gegen den Widerstand von Mittelstaaten und Kleinstaaten. „Ein einmütiger österreichisch-preußischer Bundesreformvorschlag hätte auch zwischen 1848 und 1866 vielleicht zu anfänglichem Widerspruch des einen oder des anderen Mittelstaates, am Ende aber doch zu einem einhelligen Beschluß geführt.“
Hätte der Deutsche Bund am Anfang eine Nationalrepräsentation erhalten, dann wäre er bei gleichen Kompetenzen irgendwann zum Bundesstaat geworden. Österreich sorgte bis 1866 dafür, dass der Bund ein Staatenbund blieb, indem es ein „unmittelbar gesamtstaatliches Bundesorgan“ verhinderte, In der Verfassungswirklichkeit waren Österreich und Preußen mehr oder weniger unabhängige Staaten. Einen Krieg konnte der Deutsche Bund nur als preußischen, österreichischen oder österreichisch-preußischen führen. Huber: „Der österreichisch-preußische Dualismus war die institutionelle und faktische Gewähr des staatenbündischen Charakters der deutschen Bundesverfassung. Sobald der Dualismus entfiel, war der Weg in den Bundesstaat frei.“

## Belege
1. ↑  Michael Kotulla: Deutsche Verfassungsgeschichte. Vom Alten Reich bis Weimar (1495–1934). Springer, Berlin 2008, S. 329/330.
2. ↑  Michael Kotulla: Deutsche Verfassungsgeschichte. Vom Alten Reich bis Weimar (1495–1934). Springer, Berlin 2008, S. 355–357.
3. ↑  Ernst Rudolf Huber: Deutsche Verfassungsgeschichte seit 1789. Band I: Reform und Restauration 1789 bis 1830. 2. Auflage, Verlag W. Kohlhammer, Stuttgart [u. a.] 1967, S. 594/595.
4. ↑  Jürgen Müller: Deutscher Bund und deutsche Nation 1848–1866. Habil. Frankfurt am Main 2003, Vandenhoeck & Ruprecht, Göttingen 2005, S. 34/35.
5. ↑  Heinrich Lutz: Außenpolitische Tendenzen der Habsburger Monarchie von 1866 bis 1870: „Wiedereintritt in Deutschland“ und Konsolidierung als europäische Macht im Bündnis mit Frankreich. In: Eberhard Kolb (Hrsg.): Europa vor dem Krieg von 1870. Mächtekonstellation – Konfliktfelder – Kriegsausbruch. R. Oldenbourgh, München 1987, S. 1–16, hier S. 2/3.
6. ↑  Jürgen Angelow: Der Deutsche Bund. Wissenschaftliche Buchgesellschaft, Darmstadt 2003, S. 20–22.
7. ↑  Jürgen Angelow: Der Deutsche Bund. Wissenschaftliche Buchgesellschaft, Darmstadt 2003, S. 93.
8. ↑  Ernst Rudolf Huber: Deutsche Verfassungsgeschichte seit 1789. Band III: Bismarck und das Reich. 3. Auflage, W. Kohlhammer, Stuttgart 1988, S. 262/263.
9. ↑  Zum Beispiel 1859 während des Sardinischen Krieges, siehe Ernst Rudolf Huber: Deutsche Verfassungsgeschichte seit 1789. Band III: Bismarck und das Reich. 3. Auflage, W. Kohlhammer, Stuttgart [u. a.] 1988, S. 262/263.
10. ↑  Andreas Kaernbach: Bismarcks Konzepte zur Reform des Deutschen Bundes. Zur Kontinuität der Politik Bismarcks und Preußens in der deutschen Frage. Vandenhoeck & Ruprecht, Göttingen 1991, S. 27/28.
11. ↑  Johan Christiaan Boogman: Nederland en de Duitse Bond 1815–1851. Diss. Utrecht, J. B. Wolters, Groningen/Djakarta 1955, S. 5–8.
12. ↑  Johan Christiaan Boogman: Nederland en de Duitse Bond 1815–1851. Diss. Utrecht, J. B. Wolters, Groningen/Djakarta 1955, S. 18 f.
13. ↑  Jürgen Müller: Deutscher Bund und deutsche Nation 1848–1866. Habil. Frankfurt 2003, Vandenhoeck & Ruprecht, Göttingen 2005, S. 35/36.
14. ↑  Ernst Rudolf Huber: Deutsche Verfassungsgeschichte seit 1789. Band II: Der Kampf um Einheit und Freiheit 1830 bis 1850. 3. Auflage, Verlag W. Kohlhammer, Stuttgart [u. a.] 1988, S. 42.
15. ↑  Jürgen Müller: Deutscher Bund und deutsche Nation 1848–1866. Habil. Frankfurt 2003, Vandenhoeck & Ruprecht, Göttingen 2005, S. 3.
16. ↑  Jürgen Angelow: Von Wien nach Königgrätz. Die Sicherheitspolitik des Deutschen Bundes im europäischen Gleichgewicht (1815–1866). München 1996, S. 258–261.
17. ↑  Jürgen Müller: Deutscher Bund und deutsche Nation 1848–1866. Habil. Frankfurt 2003, Vandenhoeck & Ruprecht, Göttingen 2005, S. 38/39.
18. ↑  Ernst Rudolf Huber: Deutsche Verfassungsgeschichte seit 1789. Band II: Der Kampf um Einheit und Freiheit 1830 bis 1850. 3. Auflage, Verlag W. Kohlhammer, Stuttgart [u. a.] 1988, S. 588.
19. ↑  Ernst Rudolf Huber: Deutsche Verfassungsgeschichte seit 1789. Band II: Der Kampf um Einheit und Freiheit 1830 bis 1850. 3. Auflage, Verlag W. Kohlhammer, Stuttgart [u. a.] 1988, S. 588/589.
20. ↑  Ernst Rudolf Huber: Deutsche Verfassungsgeschichte seit 1789. Band II: Der Kampf um Einheit und Freiheit 1830 bis 1850. 3. Auflage, Verlag W. Kohlhammer, Stuttgart [u. a.] 1988, S. 589.
21. ↑  Ernst Rudolf Huber: Deutsche Verfassungsgeschichte seit 1789. Band II: Der Kampf um Einheit und Freiheit 1830 bis 1850. 3. Auflage, Verlag W. Kohlhammer, Stuttgart [u. a.] 1988, S. 599.
22. ↑  Ernst Rudolf Huber: Deutsche Verfassungsgeschichte seit 1789. Band II: Der Kampf um Einheit und Freiheit 1830 bis 1850. 3. Auflage, Verlag W. Kohlhammer, Stuttgart [u. a.] 1988, S. 600.
23. ↑  Jörg-Detlef Kühne: Die Reichsverfassung der Paulskirche. Vorbild und Verwirklichung im späteren deutschen Rechtsleben. Habil. Bonn 1983, 2. Auflage, Luchterhand, Neuwied 1998 (1985), S. 43.
24. ↑  Jürgen Müller: Deutscher Bund und deutsche Nation 1848–1866. Habil. Frankfurt 2003, Vandenhoeck & Ruprecht, Göttingen 2005, S. 59.
25. ↑  Ernst Rudolf Huber: Deutsche Verfassungsgeschichte seit 1789. Band II: Der Kampf um Einheit und Freiheit 1830 bis 1850. 3. Auflage, Verlag W. Kohlhammer, Stuttgart [u. a.] 1988, S. 901/902.
26. ↑  Ernst Rudolf Huber: Deutsche Verfassungsgeschichte seit 1789. Band II: Der Kampf um Einheit und Freiheit 1830 bis 1850. 3. Auflage, W. Kohlhammer, Stuttgart [u. a.] 1988, S. 917–919.
27. ↑  Jürgen Müller: Deutscher Bund und deutsche Nation 1848–1866. Habil. Frankfurt 2003, Vandenhoeck & Ruprecht, Göttingen 2005, S. 56–57, 60.
28. ↑  Jürgen Müller: Deutscher Bund und deutsche Nation 1848–1866. Habil. Frankfurt 2003, Vandenhoeck & Ruprecht, Göttingen 2005, S. 58, 61/62.
29. ↑  Jürgen Müller: Deutscher Bund und deutsche Nation 1848–1866. Habil. Frankfurt 2003, Vandenhoeck & Ruprecht, Göttingen 2005, S. 65, 79.
30. ↑  Jürgen Müller: Deutscher Bund und deutsche Nation 1848–1866. Habil. Frankfurt 2003, Vandenhoeck & Ruprecht, Göttingen 2005, S. 67, 77–79.
31. ↑  Jürgen Müller: Deutscher Bund und deutsche Nation 1848–1866. Habil. Frankfurt 2003, Vandenhoeck & Ruprecht, Göttingen 2005, S. 84–87, 148.
32. ↑  Jürgen Müller: Deutscher Bund und deutsche Nation 1848–1866. Habil. Frankfurt 2003, Vandenhoeck & Ruprecht, Göttingen 2005, S. 156–159.
33. ↑  Ernst Rudolf Huber: Deutsche Verfassungsgeschichte seit 1789. Band III: Bismarck und das Reich. 3. Auflage, W. Kohlhammer, Stuttgart [u. a.] 1988, S. 265.
34. ↑  Andreas Biefang: Politisches Bürgertum in Deutschland 1857–1868. Nationale Organisationen und Eliten (= Beiträge zur Geschichte des Parlamentarismus und der politischen Parteien, Bd. 102). Droste, Düsseldorf 1994, ISBN 3-7700-5180-7, S. 431.
35. ↑  Andreas Biefang: Politisches Bürgertum in Deutschland 1857–1868. Nationale Organisationen und Eliten (= Beiträge zur Geschichte des Parlamentarismus und der politischen Parteien, Bd. 102). Droste, Düsseldorf 1994, ISBN 3-7700-5180-7, S. 432–434.
36. ↑  Andreas Biefang: Politisches Bürgertum in Deutschland 1857–1868. Nationale Organisationen und Eliten (= Beiträge zur Geschichte des Parlamentarismus und der politischen Parteien, Bd. 102). Droste, Düsseldorf 1994, ISBN 3-7700-5180-7, S. 227/228.
37. ↑  Ernst Rudolf Huber: Deutsche Verfassungsgeschichte seit 1789. Band III: Bismarck und das Reich. 3. Auflage, W. Kohlhammer, Stuttgart [u. a.] 1988, S. 382/383.
38. ↑  Ernst Rudolf Huber: Deutsche Verfassungsgeschichte seit 1789. Band III: Bismarck und das Reich. 3. Auflage, W. Kohlhammer, Stuttgart [u. a.] 1988, S. 383/384.
39. ↑  Jürgen Angelow: Der Deutsche Bund. Wissenschaftliche Buchgesellschaft, Darmstadt 2003, S. 134–136.
40. ↑  Jürgen Müller: Der Deutsche Bund 1815–1866. Oldenbourg, München 2006, ISBN 978-3-486-55028-3, S. 52, S. 55–57.
41. ↑  Jürgen Müller: Der Deutsche Bund 1815–1866. Oldenbourg, München 2006, ISBN 978-3-486-55028-3, S. 55, 57–59.
42. ↑  Ernst Rudolf Huber: Deutsche Verfassungsgeschichte seit 1789. Band I: Reform und Restauration 1789 bis 1830. 2. Auflage, Verlag W. Kohlhammer, Stuttgart [u. a.] 1967, S. 593.
43. ↑  Ernst Rudolf Huber: Deutsche Verfassungsgeschichte seit 1789. Band I: Reform und Restauration 1789 bis 1830. 2. Auflage, Verlag W. Kohlhammer, Stuttgart [u. a.] 1967, S. 669.
44. ↑  Ernst Rudolf Huber: Deutsche Verfassungsgeschichte seit 1789. Band I: Reform und Restauration 1789 bis 1830. 2. Auflage, Verlag W. Kohlhammer, Stuttgart [u. a.] 1967, S. 668.